# Ciprus történelme
Ciprus történelme, ami körülbelül 11 000 évre nyúlik vissza, katonai és politikai konfliktusok sorozatából áll, mivel a sziget – elhelyezkedése miatt – minden térségbeli hatalom számára stratégiailag fontos szerepet töltött be. A szigeten már a Kr. e. 10-11. században is éltek emberek és háziállatok, Ciprusról származik a macska és az ember kapcsolatának egyik első bizonyítéka. Az őslakók az eteociprusiak voltak, majd a görögök és a föníciaiak is megjelentek a szigeten, ahol 7-10 városállam alakult ki. Sajátosságuk, hogy noha sok tekintetben hasonlítottak a görög poliszokra, élükön király állt. A sziget rézbányászatáról kapta nevét, és az itt kialakuló Aphrodité-kultuszról lett közismert, ami a későbbiekben is védjegye maradt. Ciprus hamar a térségben háborúzó nagyhatalmak kereszttüzébe került és rövidebb időszakokra az asszírok és az egyiptomiak is megszállták. Kr. e. 545-ben a görögök legnagyobb térségbeli riválisai, a perzsák lettek a sziget urai. Uralmuk ellen a szigetlakók Onészilosz ciprusi hős vezetésével keltek fel – sikertelenül. Komolyabb eredményeket ért el Euagorasz szalamiszi király, de a perzsa uralmat végül ő sem tudta megtörni. Ez csak Kr. e. 332 körül, Nagy Sándor érkezésével következett be. Nagy Sándor korai halála után birodalma többfelé oszlott és Ciprus a ptolemaidák fennhatósága alá került. A királyságok megszűntek, de a sziget ellenállt minden támadásnak, egészen Kr. e. 58-ig, amikor a Római Köztársaság megszállta azt. A rómaiak gazdag villákat emeltek és ápolták Aphrodité (Vénusz) kultuszát is, így gazdag kulturális örökséget hagytak maguk után. Illetve egy új vallást: zsidó közösségén keresztül Ciprus lett az egyik első terület, amit a kereszténység meghódított, a ciprusi ortodox egyház pedig az első önálló keresztény egyház. A Római Birodalom 395-ös kettészakadásával Ciprus a Bizánci Birodalom része lett és 800 évig az is maradt. Számos arab betörés sújtotta a szigetet. 1191-ben a keresztes háborúba tartó Oroszlánszívű Richárd angol király összetűzésbe került a sziget urával és megszállta Ciprust. Nem rendezkedett azonban be hosszú időre: rövid huzavona után a szigetet eladta Lusignani Guidónak, aki ezzel megalapította dinasztiáját és így létrejött a Ciprusi Királyság. Az állam 300 éves fennállása során folyamatosan hadakozott a muzulmánokkal a Szentföldön és időnként saját földjén is. Mégsem az arabok, hanem a gazdaságilag megerősödő Velencei Köztársaság okozta vesztét 1489-ben. 1571-ben az oszmán törökök elsöprő támadása után a sziget az Oszmán Birodalom része lett és 300 éven át az is maradt. A törökök nem akarták muzulmán hitre téríteni a sziget lakóit, sőt a ciprusi ortodox egyháznak politikai-közigazgatási feladatokat adtak, megkönnyítve ezzel az adók behajtását. Ám a 19. században Cipruson is megjelenő nacionalista mozgalmat egyre nehezebben kezelte a meggyengülő birodalom. Egyre nagyobb teret nyert az enózisz, azaz a sziget Görögországhoz csatolását szorgalmazó mozgalom. A szultán végül diplomáciai játszmák eredményeként 1878-ban átengedte a szigetet a Brit Birodalomnak. 1878 és 1925 között Nagy-Britannia bérbe vette a szigetet az Oszmán Birodalomtól, majd Ciprus 1925-ben brit koronagyarmattá vált. A britek is szembesültek a nacionalista mozgalmakkal, amelyek bizonyos esetekben a brit adminisztráció, illetve a török kisebbség elleni erőszakba, és ezeknek megfelelő válaszcsapásokba torkollottak. A sziget körül diplomáciai kötélhúzás kezdődött a két etnikai csoport, az őket támogató Görögország és Törökország, illetve Nagy Britannia részvételével. Végül a görög ciprióta többség által irányított, de a török kisebbségnek széles körű jogokat biztosító állam létrehozásáról született megállapodás és 1960-ban megszületett a Ciprusi Köztársaság. Az új keretek között azonban tovább zajlott a külső hatalmak támogatását sem nélkülöző etnikai alapú erőszak. 1974-ben görög katonatisztek megdöntötték az államot vezető III. Makáriosz érsek uralmát, hogy a szigetet Görögországhoz csatolják. Erre válaszul Törökország lerohanta Ciprust és megszállta északi területeit. A két fél között az ENSZ által felügyelt demarkációs vonalat hoztak létre Zöld vonal néven, és északon török bábállam született. Az országegyesítési tárgyalások időről-időre megindultak, de az ország megosztott állapotában lett 2004-ben az Európai Unió tagja. A 2008-at követő nagy gazdasági válság hatására Ciprus 2012-ben gazdaságilag összeomlott, és külső segítségre szorult. A 2010-es évek elején a sziget partjainál komoly gázmezőket fedeztek fel, ami újabb lendületet adhat mind a gazdasági fellendülésnek, mind az országegyesítésnek és egy új alapokon álló köztársaság kialakításának.

## Az írásos emlékeket megelőző idők

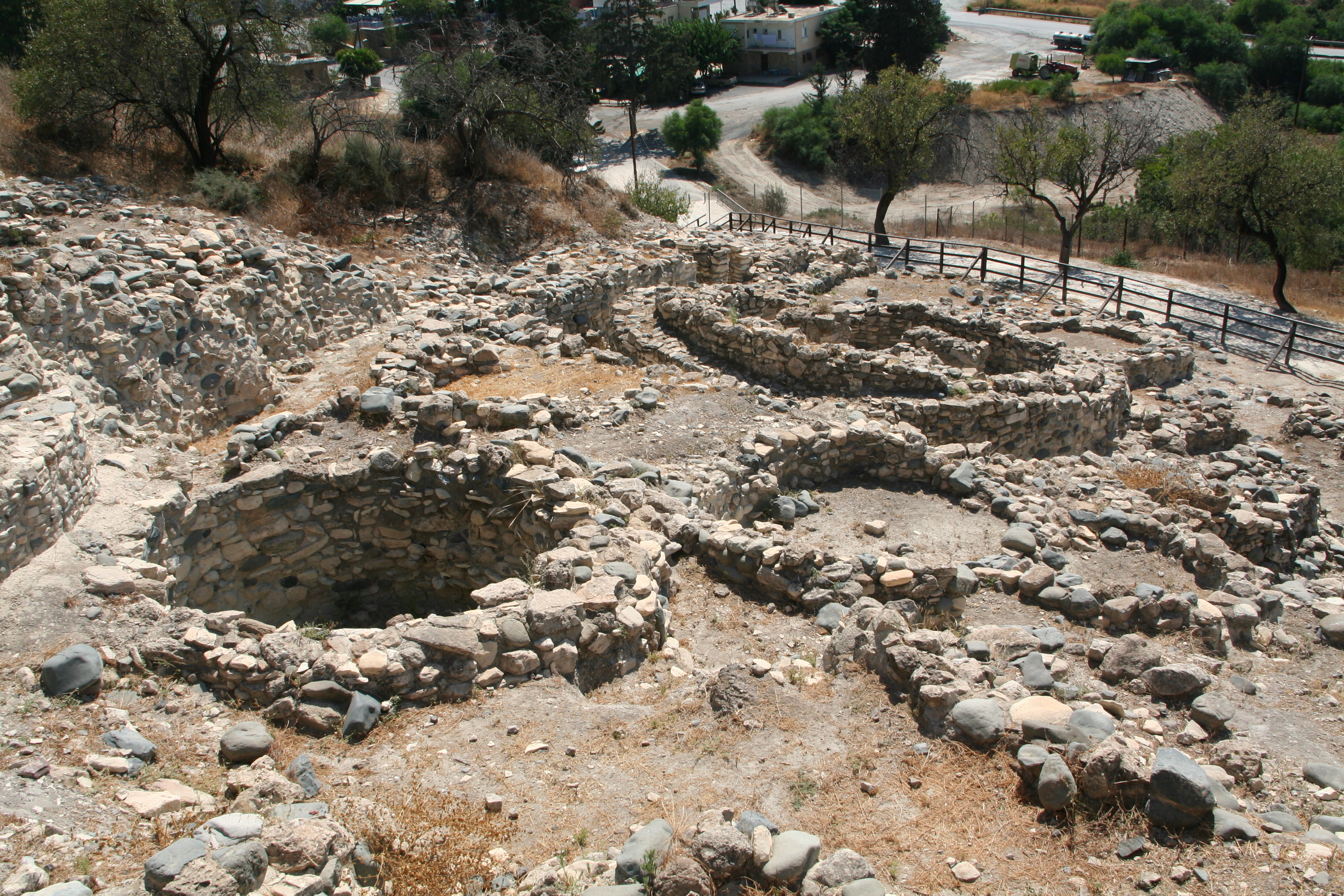
Kőkori épületek maradványai a világörökség részét képező Kirokitia feltárási területen.

A 2000-es évek régészeti eredményei szerint már az újkőkorszakban, Krisztus előtt 8600–8800 évvel is léteztek települések a szigeten. A Science magazin 2004-es beszámolója szerint 2001-ben, francia kutatók a szigeten, Sillurokambosz település közelében tártak föl egy 9500 éves sírt. A temetkezési hely arról is híres, hogy az elhunyt mellé egy – halálakor körülbelül nyolc hónapos – macskát temettek el: ez az ember és macska kapcsolatának legősibb bizonyítéka.
A 20. századi feltárások során még csak a Krisztus előtti 6. évezrednél fiatalabb leletek kerültek elő. Így például, az 1927 és 1931 között, Einar Gjerstad svéd régész vezette ásatások során a régészek újkőkorszaki településeket fedeztek fel: északnyugaton, Limnítisz és keleten Frenarosz közelében, illetve az ősi Ledrát a sziget belsejében, a mai Nicosia közelében.
Az 1930-as és 1940-es években, Porfíriosz Dikaiosz vezetésével zajló régészeti kutatások szerint a sziget lakói Krisztus előtt 6000 évvel már kőből és sárból épült, iglu formájú (alacsony, kör alakú, boltozatos) épületekben éltek egyrészt a tengerpart közeli területeken, másrészt a sziget belsejében, a vízfolyások közelében. A korai szigetlakók művészeti tevékenységére utal, hogy a épületmaradványokon, fennmaradt kő- és terrakotta tárgyakon mintázat található. A korszakból fennmaradt legfontosabb régészeti helyszínek Kirokitia, Fília, Ágiosz Epiktitosz, Erími (aminek keletkezése körülbelül Kr. e. 3000-re tehető), Kalavaszosz, illetve Szotiria.
Ciprus az időszak kezdetén elszigetelt lehetett, ám később kereskedelmi kapcsolatok létesültek Kis-Ázsiával: az északi parton található Trulli településnek például kapcsolatai lehettek az anatóliai Kilikiával. A kapcsolatokra utal, hogy hasonlóság figyelhető meg a kirokítiai, az anatóliai és a thesszáliai használati tárgyak között.

## Ókor
A sziget eredeti lakosságát „eteociprusi” néven illetik a ciprusi történelemmel foglalkozó források. E népesség, számos invázió és hódítás ellenére egészen a Kr. e. 4. századig fennmaradt a szigeten: ők lakták például Amatusz városát, ami a mai Limassol közelében feküdt. Homérosz utal erre a sziget belsőbb területein élő népre, ami egy nem-hellén nyelvet beszélt.
Az ókorban a sziget sokat profitált az itt felfedezett rézbányákból, és Ciprusnak jelentős szerep jutott a réz használatának elterjedésében. A sziget nyelvileg is összefonódott a rézzel: sok nyelvben a fém megnevezése (cuprum, copper, cobre, купрум stb.) és a sziget neve között rokonság fedezhető fel. A rézbányák közelében a sziget lakói lakóházakat és – a külső támadásokkal szemben – kisebb erődítményeket építettek.

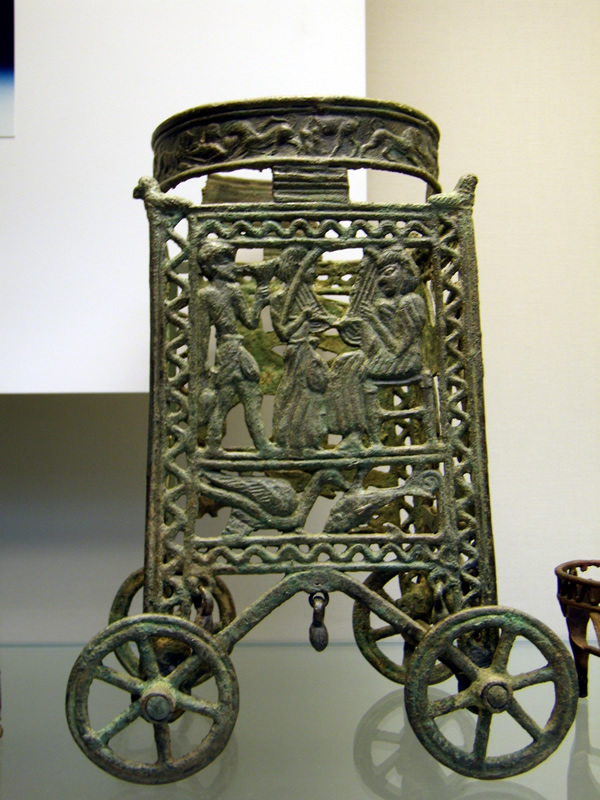
Bronzból készült, ciprusi kerekes állvány a késő bronzkorból (British Museum).

A bronzkor jelentős változásokat hozott a szigetlakók kultúrájában, szokásaiban, ami vélhetően újabb népesség beáramlására vezethető vissza. Antropológiai kutatások szerint a sziget lakói az anatóliai indoiráni népekkel kerültek ekkor rokonságba.  Ekkorra tehető a sziget nevének kialakulása is. A görög Küprosz név az akkád KPTR azaz kapturrūm (asszír kab/p-kûr-u(m)) szóra vezethető vissza, ami tárolóedényt vagy tárolóhelyiséget jelent. Ez a név a kereskedelemben, főleg a rézkereskedelemben betöltött szerepére utalhat az óasszír kereskedelem korában. Elképzelhető, hogy az anatóliai Kaptara település nevével is kapcsolatban van.
A korszak kezdetén a települések terjeszkedtek, a terület jobban benépesült, egyre több település alakult ki az északi tengerparton, illetve a belső területeken is. Ebben az időszakban a korábbi iglu-szerű kunyhókat felváltották a belső falakkal több helyiségre osztott, négyszöglet-alaprajzú házak. Ezek alá az épületek alá már nem temetkeztek, ehelyett a szigeten megjelentek a temetők, nekropoliszok. A lakosság a korábbi vadászó életformáról ekkoriban tért át a földművelésre.

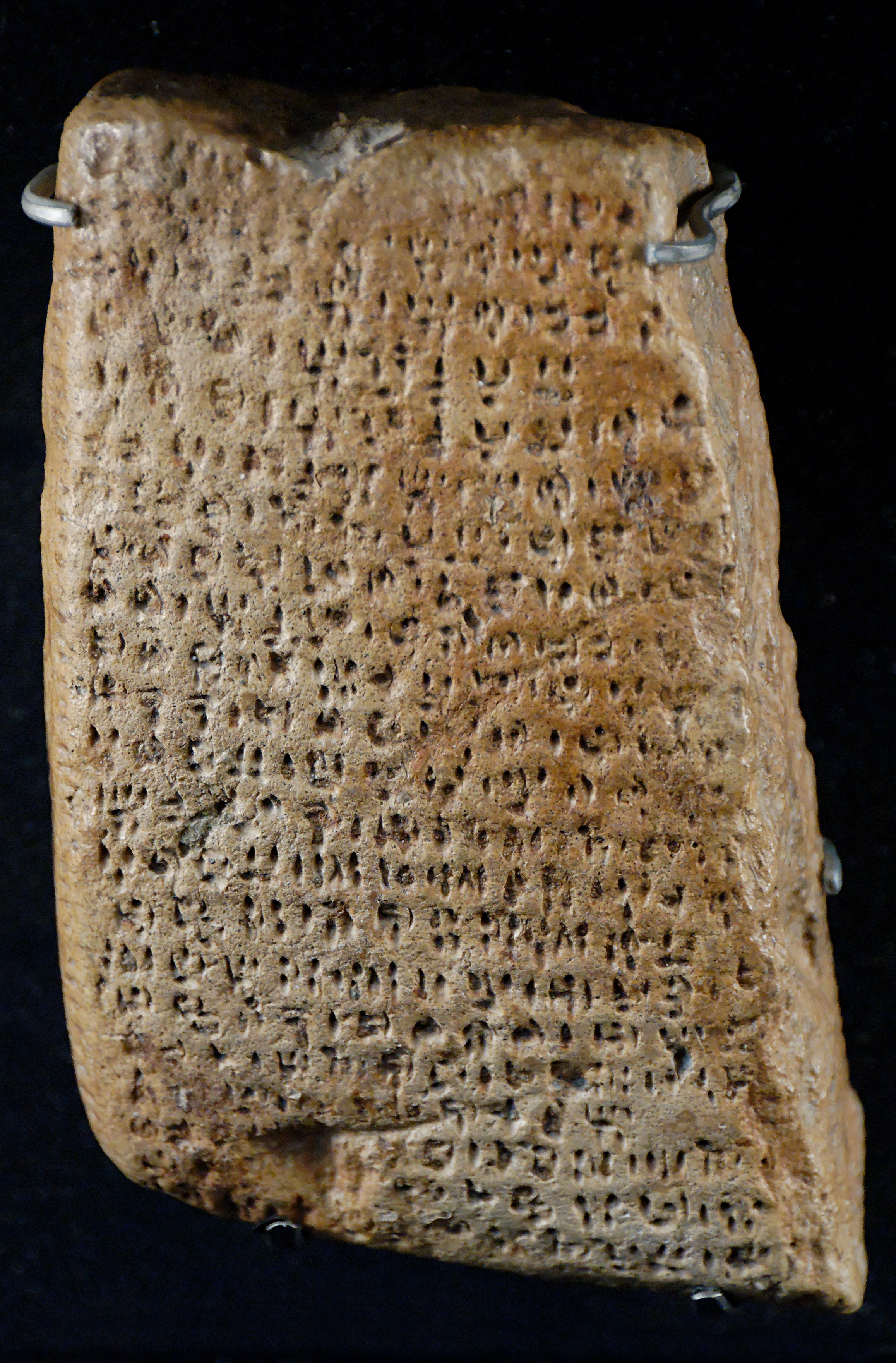
Enkomi közelében feltárt, ciprusi-minószi írást tartalmazó kőtábla, kb. Kr. e. 1230-1050-ből. (Louvre)

A korszak jelentős változásokat hozott a művészetben és vallási szokásokban is. Ebben az időszakban honosodott meg a szigeten a termékenység istennő kultusza, akit számos névvel illettek (eleinte Kypris, később Aphodite, Paphia, Idalia), ám kultusza végül Aphrodité néven fonódott össze a sziget kultúrájával. Ebben az időszakban jelentek meg a díszített mázas agyagedények, illetve a korszak végéről (Kr. e. 1150 – 1050) arany illetve ezüsttárgyakat, gyöngy, fajansz, zsírkő és alabástrom tárgyakat ismerünk. Létük a korszak fejlett kézművességére utal.

### A görögök és a föníciaiak megjelenése
Az ókorban a mükénéi kultúra, majd az azt követő görög fennhatóság a szigetre is kiterjedt. A Kis-Ázsia déli partjain korábban már megtelepedett akhájok a Krisztus előtti II. évezred közepén jelentek meg a szigeten. Egyes feltételezések szerint ez a népmozgás összefügghetett a trójai háborúval. Homérosz mindenesetre megemlíti, hogy az akháj Agamemnón mükénéi király, a Tróját ostromló seregek fővezére egy díszes vértezetet kapott ajándékba Kinírasz páfoszi királytól. Ez Ciprus és a szárazföldi görögök közötti kapcsolatok meglétére utal. Kinírasz királyról említést tesz a Krisztus előtti nyolcadik században Türtaiosz és a Krisztus előtti ötödik században Pindarosz is, megemlékezve a király gazdagságáról és a sziget fejlettségéről uralkodásának idején. Ebben az időszakban a szigeten 7-10 önálló királyság (városállam) alakulhatott ki. A Kr. e. 12. századi forrásokban a következő városállamok létére találunk utalásokat:
- Alaszia (nem kizárt, hogy ezen a néven nem a sziget egy részét, hanem magát a szigetet emlegették, korábban a hettita szövegben Alašiyaš, az -iya képző területre utal),
- Szalamisz,
- Kítion,
- Marium,
- Szóli,
- Idalion,
- Akamasz,
- Kürénia (a mai Kerínia),
- Kurion.[14]

Az erre a korra utaló görög mítoszokban számos utalást találunk arra, hogy az egyes városokat görög településekről érkezett bevándorlók, illetve görög hősök alapították. Aiszkhülosz a Kr. e. 472-ben írt Perzsák című művében utal Szalamisz görög szigetre mint a Szalamisz nevű ciprusi város „anya városára”. Eszerint a Kr. e. ötödik században már elterjedt hagyomány volt, hogy több száz évvel korábban Ciprus görög betelepülés célpontja volt.
Nem a görögök voltak ugyanakkor az egyetlen betelepülők: a görögök után több száz évvel a szír partok irányából jelentek meg a szigeten a föníciaiak. Településeik főként a tengerparton, a szigeten elszórtan alakultak ki, illetve kerültek ellenőrzésük alá. Ilyen település volt például Kítion a mai Larnaka közelében, vagy Lapitosz a sziget északi partján. A föníciai beáramlás Einar Gjerstad szerint különbözik a görögtől: míg a görög városok politikai migráció, terjeszkedés eredményei voltak, a föníciai települések inkább kereskedelmi célból jöttek létre. A föníciai betelepülők összességében kevesebben voltak, mint a görög betelepülők, és kulturális hatásuk is mérsékeltebb. Ciprus ókori történetében mégis fontos szerepet játszottak: például a későbbiekben a perzsákkal kötött szövetségük révén, ami a görög betelepülők ellen irányult.

### Asszír uralom
Az időszámításunk előtti 8. században Ciprus az Asszír Birodalom fennhatósága alá került. A hódításra i. e. 709-ben, II. Sarrukín asszír király uralkodása alatt került sor. Mivel az asszírok célja nem a politikai hatalmuk kiterjesztése, hanem birodalmuk nyugati határainak védelme volt, a városállamok a körülbelül 40 éves asszír uralom idején függetlenségüket elvesztették ugyan, ám belső ügyeikre vonatkozó döntési jogkörüket megőrizték. Az asszír uralmat körülbelül egy évszázados függetlenség követte, amelynek az egyiptomiak érkezése vetett véget.

### Egyiptomi fennhatóság
A szigetet elsőként II. Uahibré támadta meg hajóhadával, legyőzve a szigetet védő föníciai-ciprusi flottát. Ezt követően Ciprust II. Jahmesz fáraó hódította meg i. e. 560 körül. Az egyiptomi fennhatóságnak a perzsa birodalom megjelenése vetett véget a szigeten i. e. 545-ben.

### Perzsa uralom
Ciprus Kr. e. 545.-ben II. Kürosz fennhatósága alá került. A görög történetíró, Xenophón szerint Ciprus már korábban is segítette Kurust a Babilon elleni háborúban. A perzsák, akárcsak a korábbi hódítók, javarészt meghagyták a ciprusi királyságok önállóságát: a szigetre nem érkezett satrapa, a városok adót fizettek a Perzsa uralkodónak, hadsereget illetve flottát bocsátottak a rendelkezésére, ám megőrizték belső önállóságukat, saját pénzüket és diplomáciai szabadságukat. A ciprusi ezüst és bronz érméken nem tűnt fel a perzsa uralkodó képe, mint a Perzsa Birodalom többi részéből származó érméken. (Vélhetően Evelton Szalamisz királya veretett először ilyen érméket Kr. e. 530-ban. Az első arany érmék csak körülbelül 120 évvel később, Euagorasz király idején tűntek föl.) A ciprusiak komoly kereskedelmi kapcsolatokat építettek ki Ióniával, ami szintén perzsa uralom alatt állt, mivel királya, Kroiszosz (Krőzus) 550 és 546 között végzetesnek bizonyuló háborút folytatott II. Kuris Perzsa birodalmával. A ciprusiak és iónok virágzó kereskedelmi kapcsolataiból katonai szövetség lett, amikor a perzsák ellen, Kr. e. 500-ban kitört ión felkeléshez csatlakoztak a ciprusiak is.
A görög–perzsa háborúk idején a két nagyhatalom összecsapásai a sziget körül – és a sziget birtoklásáért – folyamatosak voltak. A ión felkelés Cipruson kibontakozó küzdelmeinek vezetője Onészilosz lett, aki Szalamisz városállam királyának, Gorgosznak a testvére volt. Onészilosz a szalamisziak segítségével megbuktatta bátyját, aki ellenezte a felkelést, majd egyesítette a sziget többi királyságát a perzsák ellen. Egyedül Amatusz maradt ki e szövetségből, ám a várost Onészilosz csapatai élén Kr. e. 497-ben meghódította[forrás?]. A perzsák hadjáratot indítottak a sziget ellen és Szalamisz közelében partra szálltak. A lázadók kezdetben sikereket értek el: a iónok legyőzték a perzsákat támogató föníciai flottát, a szárazföldi csatában pedig elesett a perzsák parancsnoka Artibiosz. Ám Kurion királya Staszánor átpártolt a perzsákhoz, így a csatát, amelyben maga Onészilosz is elesett, a perzsák nyerték. Ezzel a lázadás is elveszett a szigeten. A felkelés történetét javarészt Hérodotosz nyomán ismerjük. A Franz Georg Maier professzor vezette ásatások Páfosz közelében feltárták a felkelés idején emelt erődítményeket. 
A felkelés leverése után visszaállt a perzsa fennhatóság korábbi rendje: a ciprusi királyságok ismét adót fizettek a Perzsa Birodalomnak és kötelesek voltak hadsereget rendelkezésére bocsátani. Így vett részt 150 ciprusi hajó I. Xerxész görögök ellen indított hadjáratában Kr. e. 480-ban. (A flotta jelentős része még ugyanabban az évben elpusztult a tengeri viharok miatt, illetve több gályát a görögök az összecsapás során elfoglaltak. Méretei ugyanakkor Ciprus erejét is megmutatják.) A ciprusiak elkötelezettsége a görögök elleni perzsa hadjárat során erősen megkérdőjelezhető volt: Hérodotosz beszámolója szerint a perzsák szövetségében harcoló halikarnasszoszi uralkodónő, Artemiszia, magának Xerxésznek a jelenlétében szidta le a ciprusi parancsnokokat a csatában tanúsított közömbösségük miatt.
Xerxész bukott hadjárata után a görögök törekedtek a perzsák Ciprusról való kiűzésére: fontos céljuk volt a perzsákat támogató föníciai flotta semlegesítése a térségben, és ebben, illetve más erőfeszítéseik során számítottak a ciprusiak támogatására. Kr. e. 479 és 449 között a sziget görög befolyás alatt állt, amit a perzsák és föníciaiak visszatérő támadásai zavartak meg. A királyságok uralkodói székében annak megfelelően váltották egymást a perzsa- vagy görög-párti királyok, hogy épp melyik nagyhatalom felügyelte a területet.
A görögök demokratikus államigazgatási elképzelése, a polisz eszméje, ebben az időben kezdett megjelenni a ciprusi királyságokban. Egy emlékoszlop felirata (amit ma a Louvre-ban őriznek) beszámol például az Idalium királyságában működő, a polgárokból szerveződő gyűlésről, ami megosztozott a királlyal a közügyek intézésén. Hasonló rendszer működött Marium királyságában is.

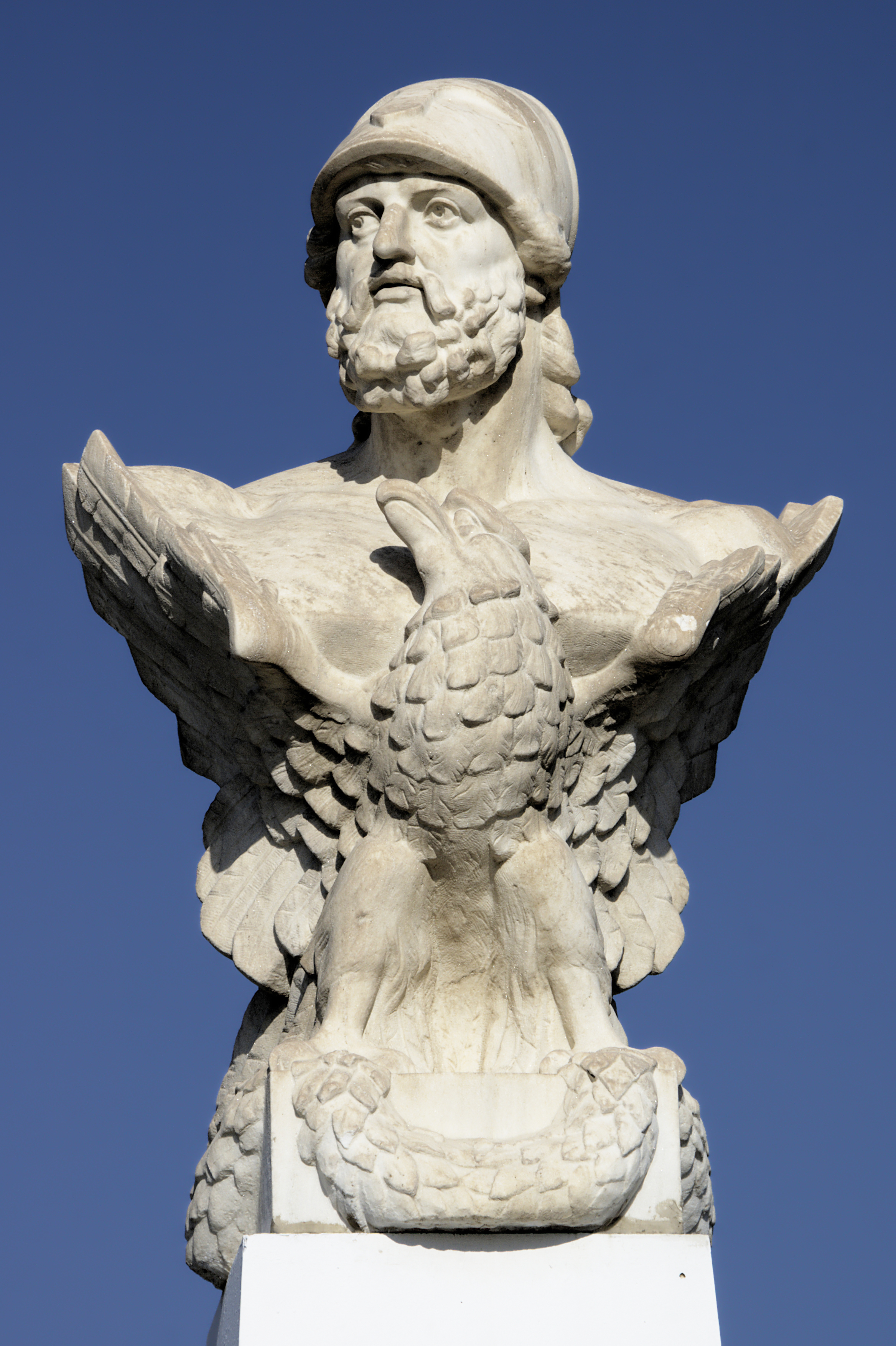
Kimón mellszobra Lárnakában

A perzsák elleni küzdelem egyik fontos szereplője volt Kimón, athéni hadvezér és államférfi. Kimón elsőként Kr. e. 456-ban érintette a szigetet, amikor Egyiptomba vonult, hogy az ottani, II. Inarosz líbiai király vezette perzsa ellenes lázadást támogassa. Ám a lázadás két évvel később elbukott és Kimón visszavonult Athénba. 450-ben ismét hadba indult Ciprusra a perzsák ellen és felszabadította Mariumot, majd 449-ben megtámadta Kitiont is. A csata közben azonban vagy betegség, vagy ellenséges támadás következtében meghalt. Halála után a görögök békét kötöttek I. Artaxerxész perzsa királlyal és ennek értelmében elhagyták a szigetet. A következő évtizedekben a sziget a perzsák fennhatósága alatt állt, akik – érthető politikai okokból – a sziget lakói közül, a velük szövetséges föníciai népességet támogatták.
A ciprusi királyságok legmeghatározóbbika ezt követően Szalamisz lett, és élére rövidesen egy a térség történelmére nagy hatást gyakorló uralkodó került. Gorgosz megbuktatása és Onészilosz elbukott felkelése után a szalamiszi trónon három görög uralkodó követte egymást: Nikodamusz, Lacharidasz, majd Euanthesz. Euanthesz uralkodásának idejére esett az athéniak kivonulása (Kr. e. 448-449), ami a király bukását is elhozta. Helyére Abdemon föníciai uralkodó került.
Az Abdemon ellen fellépők között volt a későbbi uralkodó, az ekkor még igen fiatal Euagorasz, aki hamar kilikiai száműzetésbe kényszerült. Ott azonban jó kapcsolatokat alakított ki az athéniakkal és támogatásukkal Kr. e. 411 körül visszatért, megtámadta és a helyiek támogatásával sikeresen megbuktatta Abdemont. A helyiek szimpátiáját azzal nyerte el, hogy származását a város alapítójáig Teukroszig vezette vissza, a perzsa királyét pedig azzal, hogy továbbra is fizette az adót.
Euagoraszról legtöbbet Iszokratész írásaiból tudunk, aki az ideális uralkodót látta a királyban és róla dicshimnuszokat is írt. Eszerint Euagorasz uralkodásának köszönhetően a görög szemlélet teret nyert a szigeten és a keleti-mediterráneumban is. Politikájáról megemlékezik ugyanakkor Antiszthenész is.
Euagorasz szoros kapcsolatokat ápolt – a számára a kezdetektől segítséget nyújtó – Athénnal és támogatta annak Spárta elleni küzdelmeit: így például gabonát és rezet szállított az athéniaknak. Viszonzásul számíthatott az athéniak támogatására a – főként Perzsia ellen irányuló – küzdelmei során. Támogatásáért az athéniak a város díszpolgárává választották Kr. e. 410-ben. (Az esemény emlékét egy sztélé is megörökítette, aminek maradványait ma az athéni Akropolisz Múzeum őrzi.)
A spártaiak azonban megverték az athéniakat az aigoszpotamoi csatában. Euagorasz menedéket adott Kónon athéni hadvezérnek és megmaradt hajóinak. Az athéniak ezúttal a Perzsa Birodalommal szövetkeztek és az egyesített perzsa-ciprusi-föníciai hajóhad – Kónon vezetésével – Kr. e. 394-ben, Knídosznál legyőzte a spártai flottát. Athénban szobrot emeltek Kónonnak és Euagorasznak, emellett a szalamiszi király díszpolgári címét újabb szavazással erősítették meg.

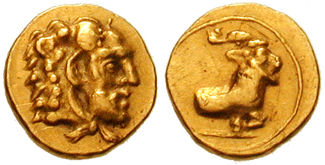
Euagoras uralkodása (Kr. e. 411-374) idején vert pénzérmék.

Euagorasz király első számú célja Ciprus egységes állammá formálása volt. Több kísérletet is tett a városállamok önállóságának felszámolására, így például 398-ban és 391-ben. Második kísérletéhez már Athén támogatását is megszerezte, ám a föníciai többségű Amathusz, Kition, és Szóli szembeszállt vele és perzsa segítséget kért függetlensége megőrzéséhez. Ez egy tíz éven (Kr. e. 390-380) át tartó háborúhoz vezetett az Euagorasz vezette erők és a perzsa birodalom között. A háború elején a király sikereket ért el. Elfoglalta Amathuszt (amit a nevét viselő amathuszi érmék bizonyítanak), és a sziget legfontosabb föníciai erősségét Kitiont is (ahol egy hozzá hű királyt ültetett a trónra). A háború idején Euagorasz aranyból veretett érméket, ami a perzsa király kiváltsága volt. Ez a gesztus kifejezhette Euagorasz függetlenségét, ugyanakkor részben kényszer eredménye is lehetett: Euagorasznak szüksége volt az általa veretett pénzre – az arany pedig rendelkezésére állt.
A Spárta elleni háborúskodásban kimerült Athén ezúttal nem tudott Euagorasz segítségére lenni: pusztán egy kisebb hadat küldtek Khabriász generális vezetésével, ám ezt is hazarendelték, miután Kr. e. 386-ban békét kötöttek a perzsákkal, aminek keretében elismerték a Perzsa Birodalom Ciprus feletti fennhatóságát. Euagorasz tehát magára maradt a Perzsa Birodalommal szemben, ami megszabadult legfőbb ellenségeitől. A király azonban nem adta föl a kilátástalan helyzetben sem: új területeken, új szövetségeseket keresett és talált az egyiptomi fáraó, Hakórisz személyében és az arab törzsekben. Az új szövetségesek Kr. e. 382-ben elfoglalta a föníciaiak erősségét Türoszt, ám súlyos tengeri vereséget szenvedett Kitionnál. A fáraó a vereség miatt súlyos nehézségekkel szembesült birodalmából és elhagyta szövetségesét. Euagorasz küzdelme így kilátástalanná vált. Visszavonult Szalamisz falai közé és kénytelen volt elismerni II. Artakhsaszjá perzsa királyt hűbérurának. Bukása azonban nem jelentett totális behódolást. Ezt jól mutatja, hogy noha Artakhsaszjá azt követelte, hogy a békét „rabszolgaként” írja alá, Euagorasz nem így, hanem mint „Szalamisz királya” tett eleget a parancsnak. Trónját haláláig megtartotta, ám végül saját álmának áldozata lett: a hosszú háborúskodás kimerítette és adósságokba sodorta Szalamisz városát és a királyt Kr. e. 374-ben meggyilkolták. A trónon fia, Nikoklész követte.

### Nagy Sándor és a hellenisztikus korszak – Ptolemaida-dinasztia
A térség erőviszonyaiban alapvető változás következett be Nagy Sándor hódításaival: a makedón uralkodó egyesítette birodalmában a görög városállamokat és meghódította Perzsiát is. A régi ellenség, Perzsia legyőzése érdekében számos ciprusi vezér csatlakozott Nagy Sándorhoz. Így például a hadjáratot Szalamisz királya, Pnütagorasz is támogatta Kr. e. 332-ben: hajóival részt vett Türosz elfoglalásában és ezzel egyúttal biztosította Nagy Sándor további terjeszkedését a térségben. Nagy Sándor – a segítség viszonzásaként – Pnütagorasznak juttatta a rézbányákban gazdag Tamasszosz városát.
Nagy Sándor uralma alatt a királyságok továbbra is megtarthatták függetlenségüket, noha az uralkodó a pénzverdéket saját céljai érdekében használta fel. A feltételezés szerint ekkor kilenc királyság létezhetett a szigeten:
- Szalamisz,
- Páfosz,
- Kurion,
- Lapitosz,
- Kürénia,
- Marium,
- Tamasszosz,
- Amathusz és
- Idalion.

Ciprus ókori királyságai

A királyságok közül azonban több a szomszédos királyság fennhatósága alá kerülhetett, így a fentek közül is valószínűleg csak Szalamisz és Páfosz számított erős államnak.
A Nagy Sándor Kr. e. 323-ban bekövetkezett halálát követő hatalmi harc megosztotta a sziget királyságait: Amathusz, Kítion, Lapitosz és Kürénia Antigonoszt támogatta, míg Szalamisz, Páfosz Szóli, Kurium és Márium Ptolemaioszt. Antigonosz elesett a Kr. e. 301-es ipszoszi csatában, és harcát fia Démétriosz folytatta, aki ugyan Kr. e. 306-ban fontos győzelmet aratott Szalamisznál, de a sziget végül Ptolemaiosz uralma alá került.
Ptolemaiosz Ciprus parancsnokává Nikokreon szalamiszi királyt nevezte ki, ám bizalma megingott benne, mivel azt gyanította, hogy Antigonosszal szövetkezik, ezért Nikokreon Kr. e. 311-ben öngyilkos lett. (Más források szerint az öngyilkosság elszenvedője Nikoklész páfoszi király volt.) Ezt az eseményt tekinthetjük a független ciprusi királyságok végének és a Ptolemaida-dinasztia háromszáz éves ciprusi uralkodásának kezdetének. 
A sziget fekvése miatt stratégiailag fontos volt az egyiptomi központú ptolemaida birodalom számára. Az uralkodó által kinevezett vezetője, a stratégosz egyszerre volt kormányzó, katonai parancsnok és vallási vezető is.
Noha a királyságok megszűntek, a sziget viszonylagos önállóságot élvezett a Ptolemaida uralom idején. Fővárosa eleinte Szalamisz, majd később a megerősödő Páfosz volt, mivel közelebb feküdt Alexandriához és itt állt Aphrodité temploma is. A városok önálló törvényhozó és végrehajtó hatóságokat tarthattak fenn és joguk volt fogadalmi ajándékokat küldeni a páfoszi templomba.

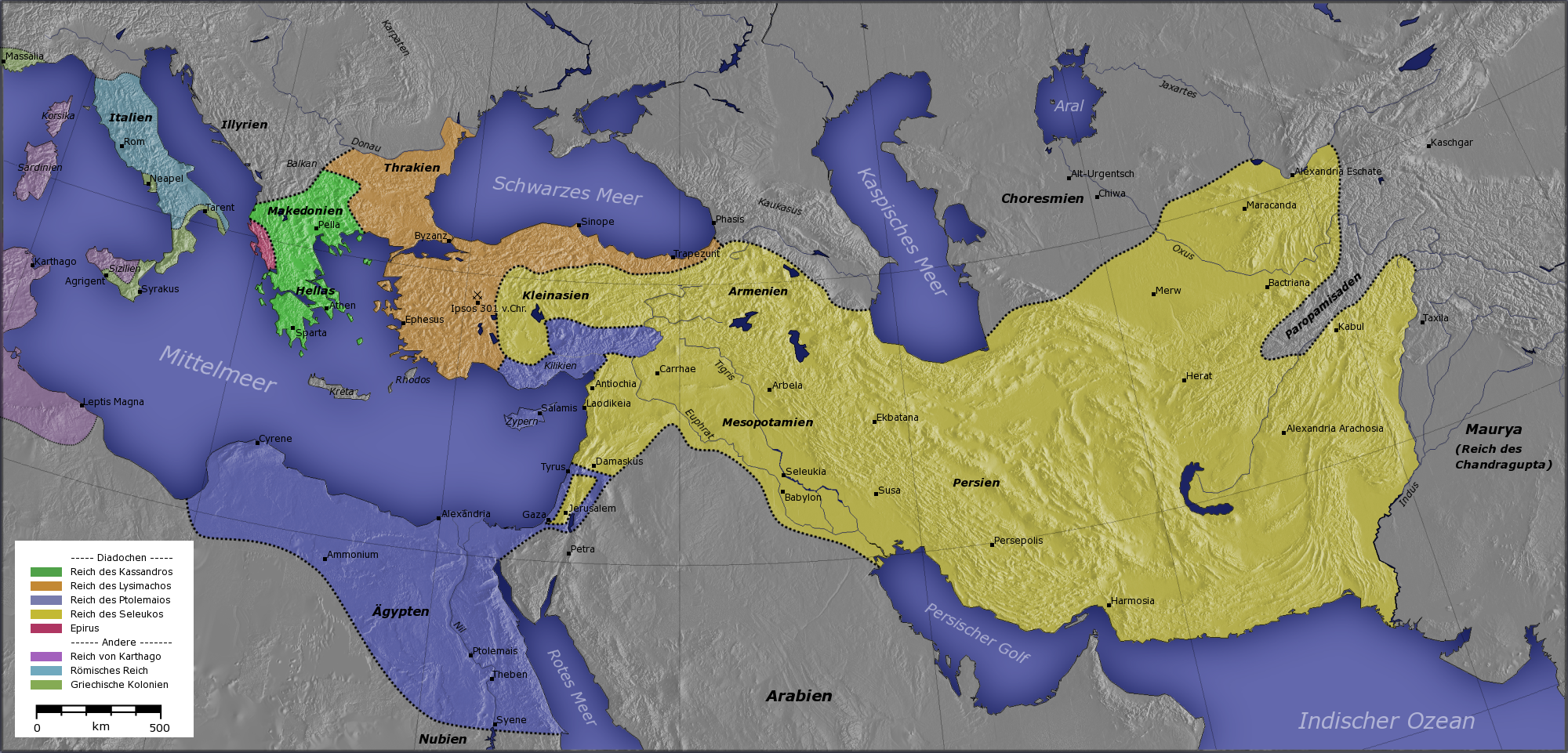
A hellenisztikus világ Nagy Sándor halála után

A sziget katonailag is fontos szerepet játszott. Cipruson működött a ptolemaida flotta egy tengerészeti bázisa, valamint egy szárazföldi katonai bázis is, ahol a birodalom különböző részeiről érkezett ezredek szolgáltak. Ciprus nem kerülhette el a Ptolemaida birodalmon belüli folyamatos belviszályokat sem, de ebben az időszakban a legnagyobb katonai fenyegetés a mai Szíria irányából, a szintén Nagy Sándor birodalmának romjain felépült Szeleukida Birodalom részéről érte a szigetet: előbb III. Antiokhosz, majd Kr. e. 168-ban IV. Antiokhosz vonult a sziget ellen. Mindkét támadás kudarcba fulladt egy új, ekkoriban felemelkedő birodalom, a Római Köztársaság közbeavatkozása miatt. Mivel Egyiptom Róma szövetségese és fő gabonaszállítója volt, a rómaiak kiálltak a ptolemaidák mellett: erejüket mutatja, hogy a második támadás során már figyelmeztetésük is meghátrálásra kényszerítette a támadókat.

### Római uralom

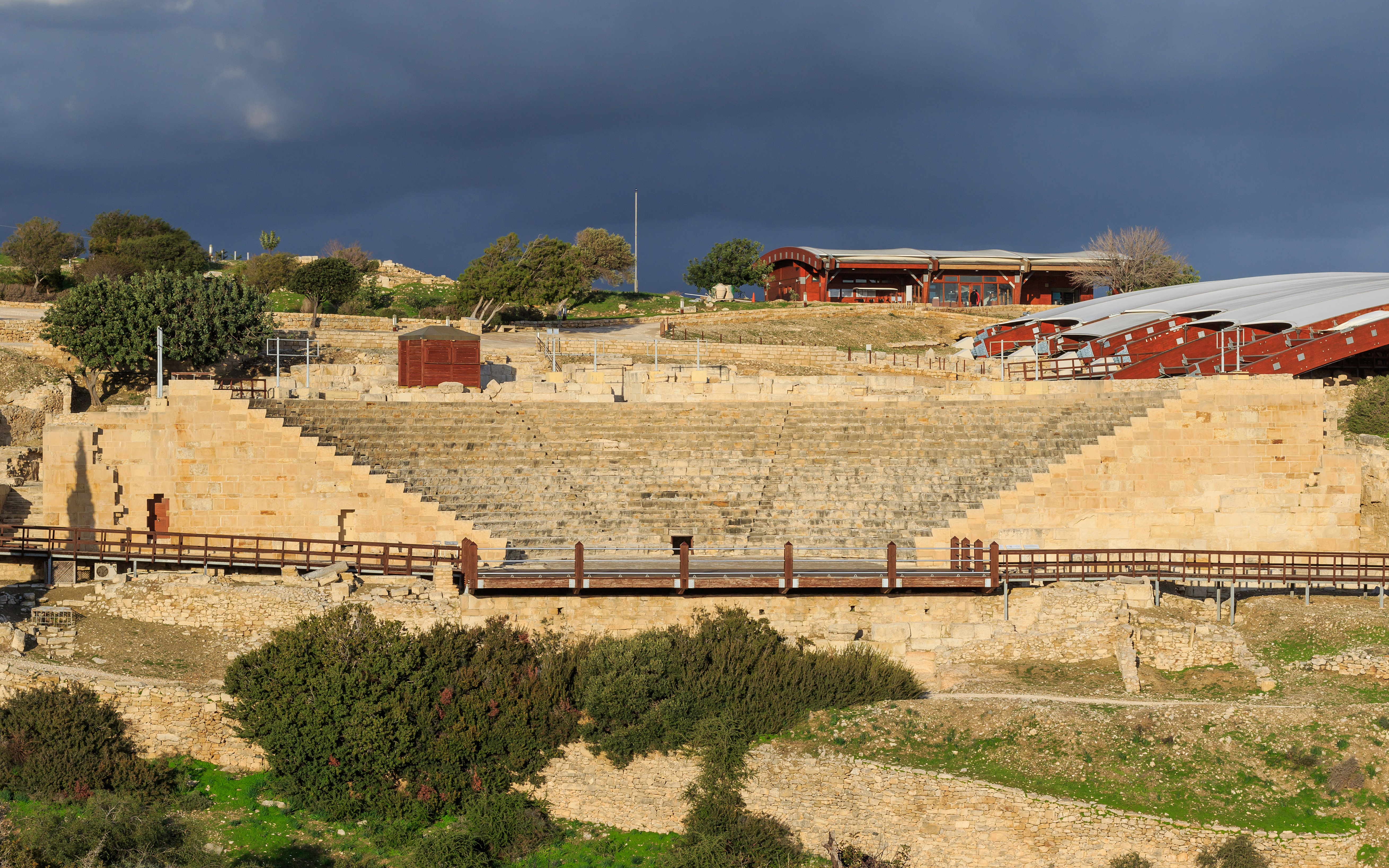
A római színház Kurionnál.

Ciprus római megszállásának legfontosabb oka Róma megerősödése és a Ptolemaida Birodalom hanyatlása volt. Ám a sziget Róma általi bekebelezéséhez egy különös történet is hozzájárult. Eszerint Publius Clodius Pulcher római néptribunus kalózok fogságába esett a sziget közelében. A kalózok komoly váltságdíjat követelve keresték fel Ptolemaiosz ciprusi királyt, mint Róma szövetségesét. A ciprusi uralkodó azonban a kért váltságdíjnak csak töredékét küldte el, amit a kalózok annyira mulatságosnak találtak, hogy visszaküldték a pénzt és szabadon engedték a rómait. Publius Clodius Pulcher megaláztatásként élte meg a történetet és meggyőzte a szenátust, hogy foglalják el Ciprust.
A sziget megszállására Kr. e. 58-ban került sor, aminek során Ptolemaiosz öngyilkos lett. A megszállással az ifjabbik Catot bízta meg a szenátus és ő lett Ciprus első római kormányzója. A sziget Cilicia et Cyprus római provincia része lett. A római adminisztráció eleinte durva kizsákmányolást jelentett. (Cato 7000 sestertiusért elárverezte Ptolemaiosz kincsestárát, a kamatszint pedig 48%-os volt.) Ezen a következő római kormányzó, az ifjabbik Cicero változtatott.
A Caius Iulius Caesar meggyilkolását követő hatalmi harcok következményeként a sziget Kr. e. 37-ben ismét egyiptomi fennhatóság alá került: társuralkodói Kleopátra, és Caesartól született gyermeke, Kaiszarión lettek. Ám miután Octavianus legyőzte Marcus Antoniust és Kleopátrát, a sziget ismét római provincia lett Cilicia részeként. Kr. e. 22-ben közigazgatását újraszervezték és önálló provincia lett.
A császár figyelmet fordított a szigetre: ezt jelzi, hogy amikor Kr. e. 15-ben egy földrengés elpusztította a páfoszi Aphrodité templomot, újjáépíttette azt.
A szigetet Sztrabón ókori utazó is meglátogatta, röviddel azután, hogy az római provincia lett. Sztrabón beszámol az Aphrodité tiszteletére rendezett fesztiválról, és az annak részét képező vonulásról, amelynek során a tömeg megtette az „Új Páfosz” és „Régi Páfosz” közti 11 kilométeres utat.

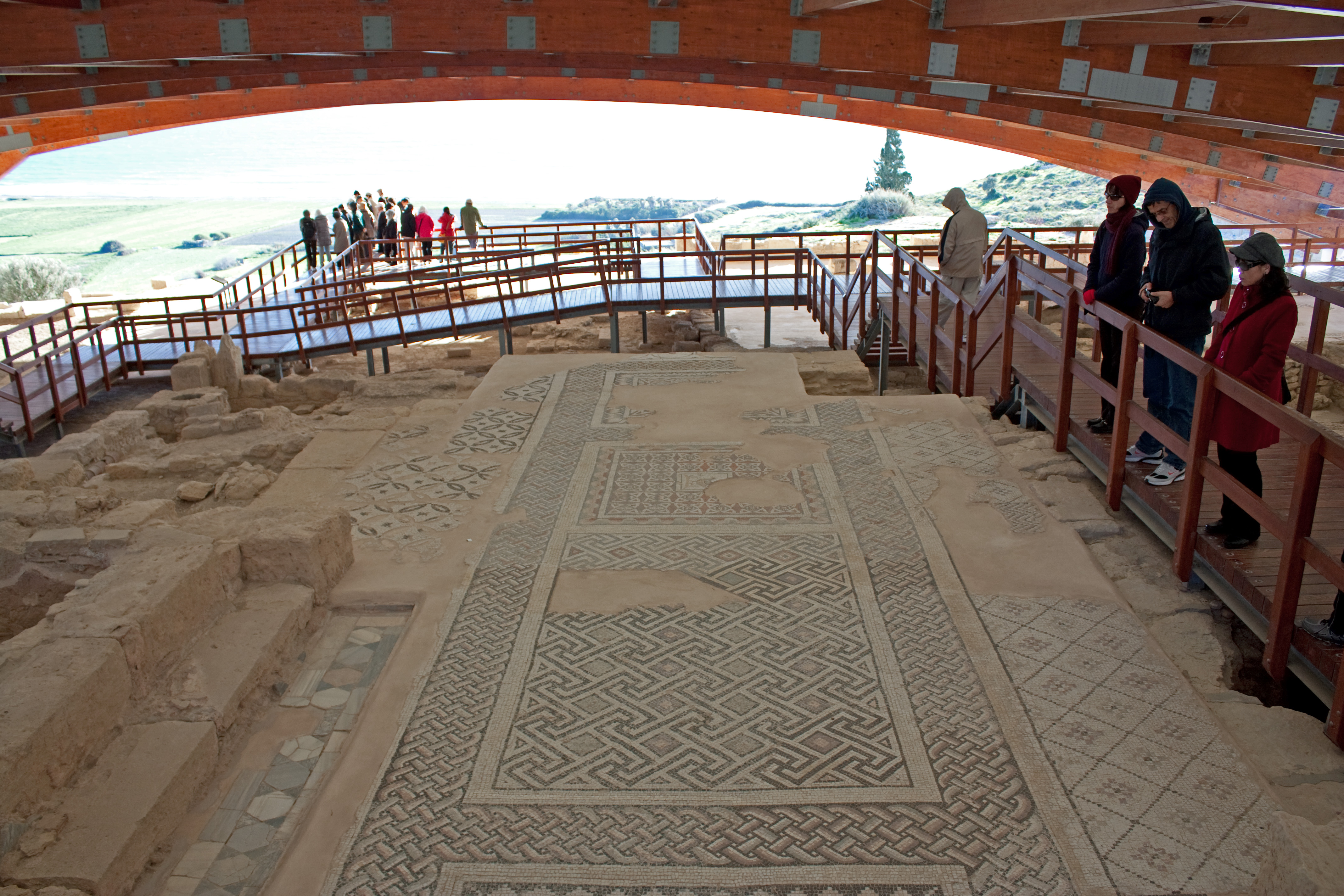
Római villák maradványai és mozaikok Kurionnál.

Ciprus ez első területek egyike volt, amit a Szentföldről kiinduló kereszténység elért.
Ebben földrajzi fekvésén túl szerepe volt annak is, hogy a szigeten komoly zsidó közösség élt I. Ptolemaiosz uralkodásától fogva. Hozzájuk érkeztek az első, megkeresztelkedett zsidó hittérítők, így például Pál apostol, aki első hittérítő utazásának első állomásaként Szalamisznál lépett a szigetre a ciprusi születésű Barnabással együtt 45-ben. A következő évben a két apostol eljutott a fővárosba, Páfoszba, ahol hatalmas sikert értek el: megtérítették a sziget római kormányzóját Sergius Paulust. A vezető római tisztviselő megtérése igen jelentős esemény – főleg annak fényében, hogy a kereszténységet, csak 267 évvel ezt követően engedélyezte Nagy Konstantin császár a Római Birodalomban. Barnabás később (Szent Márk társaságában) visszatért a szigetre és ő lett Szalamisz első püspöke. Őt tekintik a ciprusi ortodox egyház megalapítójának.
Az új vallás terjedése ugyanakkor feszültséget is keltett Cipruson. A hagyomány szerint Barnabás a szigeten, Szalamiszban szenvedett vértanúságot 61-ben, amikor a helyi zsidók megkövezték. Miután Titus császár 70-ben leromboltatta a Jeruzsálemi templomot újabb zsidó menekülthullám érte el a szigetet. 116-ban Szalamiszban zsidó felkelés tört ki, ami a szalamiszi görögség ellentámadását váltotta ki. Az összecsapások mindkét oldalon (a zsidók és a görögök körében is) komoly áldozatokat követeltek. Zsidók ettől kezdve a szigeten nem telepedhettek le.
A kereszténység terjedése megállíthatatlan volt és az új hit néhány évszázad alatt dominánssá vált a szigeten.
A Római Császárság utolsó évtizedeiben kibontakozó belső harcokból Ciprus is kivette a részét. Nagy Konstantin számos vetélytársával küzdött meg mielőtt a teljes birodalmat uralma alá hajtotta. Közülük az utolsó, a birodalom keleti felét uraló Licinus császár, aki a 324-es összeütközés során – amelyben alulmaradt – 30 ciprusi hajóra is számíthatott. Konstantin hatalma megszilárdítása után, 332-ben kormányzót nevezett ki a sziget élére Calocaerus személyében, azzal a küldetéssel, hogy a 332-es földrengések által lerombolt városokat helyreállítsa. Calocaerus azonban független uralkodónak nyilvánította magát. Lázadását Konstantin féltestvére Flavius Iulius Dalmatius verte le és Calocaerust kivégezték. A történet rávilágít arra, hogy Róma gyakran túl messze volt ahhoz, hogy érdekeit könnyedén érvényesíthesse a szigeten, amely így könnyen a birodalom keleti felének fennhatósága alá került.
A 332-es földrengés romba döntötte Szalamiszt, Páfoszt és Kitiont is és tíz évvel később a katasztrófa megismétlődött. Konstantin az első földrengés után Szalamisz újjáépítésére koncentrált és Constantia néven ismét a város lett a sziget fővárosa és egyben érseki székhelye.

## Középkor

### Bizánci fennhatóság
Amikor a Római Birodalom 395-ben keleti és nyugati részre szakadt, Ciprus a Keletrómai Birodalom, későbbi nevén a Bizánci Birodalom része lett. Az új birodalmi központ Konstantinápoly lett, és a következő közel másfél évezredben meghatározó befolyást gyakorolt Ciprus történelmére.

#### A ciprusi ortodox egyház

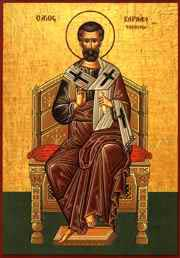
Szent Barnabás

A ciprusi ortodox egyház minden fontosabb zsinaton képviseltette magát. A sziget minden nagyobb városának megvolt a maga püspöke, közülük pedig kiemelkedett Constantia (Szalamisz) püspöke, aki a sziget érseke volt. Közülük ebben a korszakban az egyik legmeghatározóbb Szent Epiphaniosz volt 368 és 403 között. A negyedik századi városok egyikeként már említéseket találunk a sziget mai fővárosára Nicosiára, ami az ősi Ledra helyén állt. Nicosia szerepe fokozatosan erősödött, de csak a 11. században lett a ciprusi érsek székhelye.
A ciprusi ortodox egyház az egyik legrégebbi ókeresztény patriarchátus, ám a negyedik századtól kezdődően küzdelmet kellett folytatnia, hogy függetlenségét az antiochiai ortodox egyházzal szemben megvédje, annak ellenére, hogy ezt az epheszoszi zsinat 431-ben elismerte. 

#### Arab betörések
A hetedik századtól kezdődően Ciprust több hullámban támadták a portyázó arabok. Az iszlám térnyerésével és az arab törzsszövetség megerősödésével az arabok fő térségbeli ellenfele a keresztény Bizánci Birodalom lett. Ciprus emiatt nem célja, hanem felvonulási területe volt ezeknek a katonai akcióknak: az arabok sosem rendezkedtek be hosszabb tartózkodásra, ám időről időre feldúlták a szigetet. Pusztításaik elsődleges célpontjai a keresztény templomok voltak, így a szigeten nincs ebből az időből, vagy korábbról fennmaradt templom. Az arab portyázás az egész térséget érintette, így amellett, hogy Ciprus elszenvedője volt a támadásoknak, viszonylagos elszigeteltségének köszönhetően a környező területek (így például Szíria vagy Palesztina) keresztény lakói számára menedékül is szolgált.
Az arab betöréseknek talán első epizódja volt amikor Abu Bakr kalifa (Mohamed próféta egyik apósa) 632-ben támadást intézett Kition ellen. A támadások korára és az arab betolakodók jelenlétére utal a lárnakai Hala Sultan Tekke mecset és komplexum, ami Umm Haram sírjánál épült fel. Umm Haram Mohamed rokona és egyben a sziget elleni támadást irányító egyik arab vezér felesége volt. A hagyomány szerint az idős Umm Haram úgy halt meg, hogy az I. Muávija omajjád kalifa által vezetett támadás idején, 647 körül leesett az őt szállító állat nyergéből. Halálának helyszínén temették el és sírja köré később egy egész komplexum épült, ami ma is üzemel és a legszentebb muszlim kegyhelyek egyike.
Muávija elfoglalta Constantiát és feldúlta a szigetet. Végső célja Konstantinápoly elfoglalása volt, amihez a szigetet bázisnak használta. Az elkövetkező években több kísérletet tett a bizánci főváros elfoglalására, és mindannyiszor végigdúlta Ciprust elpusztítva Constantiát és más városokat. Támadásai 678-ban értek véget, amikor megsemmisítő vereséget szenvedett és békekötésre kényszerült IV. Kónsztantinosz bizánci császárral. Békésebb évtizedek következtek: a békét 685-ben, majd 688-ban II. Jusztinianosz bizánci császár megújította az arabokkal.
Hogy a sziget lakóit megóvja az arabok pusztításától II. Jusztinianosz a részleges kitelepítés mellett döntött: 692-től a ciprusiakat a birodalom egy távoli településére, a Márvány-tenger partján fekvő Nova Justiniana városába (a város mai neve Erdek) szállították. A kényszerű távollétből azonban már a következő császár III. Tiberiosz idején, 698-ban visszatértek a sziget lakói. Ennek emlékét őrzi, hogy a sziget érsekét hivatalosan a mai napig a Nova „Justiniana és Ciprus érseke” cím illeti.
Az arab támadók következő hulláma 743-ban érte el a szigetet, és számos ciprusit a támadók rabként vittek magukkal. További négy következett: 747-ben (amikor az arab flotta komoly vereséget szenvedett), 773-ban (amikor a támadók elragadták, majd – mivel nem tudták hite elhagyására rábírni – megölték a sziget kormányzóját, Theophilust), majd Hárún ar-Rasíd vezetésével 790-ben és 806-ban. A 806-os támadás különösen pusztítónak bizonyult: ar-Rasíd hadai leromboltak minden útjukba kerülőt a part mentén és egyes források szerint 1600 rabot vittek magukkal a szigetről, közöttük a sziget érsekét. A túlélők a sziget belsőbb területeire menekültek.
A betörések folytatódtak egészen 965-ig, amikor az arabok ellen sikeres hadjáratot indító II. Niképhorosz bizánci császár hadvezére Nikétasz Khalkutzész végleg megtisztította a szigetet az arab csapatoktól.

#### A bizánci fennhatóság helyreállítása és a keresztes háborúk kezdete
Az arabok kiűzése után a bizánci fennhatóság helyreállt ugyan, de kalandorok és portyázó hadseregek a szigetet a következő kétszáz évben több rajtaütés során újra és újra feldúlták.
Ciprus megbízott vezetői a következő évszázadban két alkalommal is (1042-ben és 1092-ben) függetlennek nyilvánították magukat, de mindkét kísérletet leverte a bizánci császár. A szigeten igen rossz közállapotok uralkodtak és ezek megváltoztatására 1107-ben Alexiosz császár a sziget érsekévé nevezte ki Nikolaosz Muzalónt, egy tehetséges fiatal papot. Az érsek azonban három év után lemondott hivataláról, belátva, hogy nem tudja küldetését teljesíteni. Muzalón jóval később (1147-ben) IV. Miklós néven konstantinápolyi pátriárka lett.
A keresztes háborúk idején Ciprus fontos szerepet játszott: fekvése miatt a bizánci hadak bázisul használták a mohamedánok elleni hadműveletek során. A nyolc keresztes hadjárat közül az első kettő lényegében nem érintette Ciprust. A keresztes hadjáratok során kisebb vallási és etnikai csoportok (maroniták, örmények) áramlottak Ciprusra és ami ennél is meghatározóbb volt, a nyugatiak befolyása megerősödött a szigeten.
1095-ben Ciprusra menekült II. Simon jeruzsálemi görög pátriárka is a jeruzsálemi ortodox főpapsággal együtt, mivel tartott Jeruzsálem szeldzsuk urainak kiszámíthatatlan és elnyomó politikájától. A pátriárka később jelentős segítséget nyújtott a kereszteseknek, amikor 1098 elejétől kezdődően, folyamatos élelmiszersegélyt küldött Ciprusról az Antiokheia ostrománál készleteiket felélő, éhező keresztes seregnek. Simon, a bizánci hatóságokkal közösen, Antiokheia bevételét követően is támogatta a kereszteseket, ám Jeruzsálembe már nem térhetett vissza, mivel 1099 júliusában – alig pár nappal Jeruzsálem elfoglalása előtt – Cipruson érte a halál.
1148-ban a velenceiek kereskedelmi jogokat kaptak a szigeten.
1156 tavaszán a Manuél császárral konfliktusba keveredő Châtilloni Rajnald szállta meg a szigetet, kifosztva azt és súlyos pusztítást hozva a lakosságra és az sziget városaira. Manuél korábban felbérelte Rajnaldot, hogy segítsen neki II. Torosz örmény fejedelem elleni küzdelmeiben. Rajnald sikereket ért el az örmények ellen, de Manuél visszautasította az ígért jutalom megfizetését. Erre válaszul Rajnald az szövetségre lépett az örményekkel és hajóhadával a sziget ellen fordult. Mivel a bizánci erősítés nem érkezett meg időben, a frankok legyőzték a sziget védőit és fogságba ejtették a császár szigetet kormányzó unokaöccsét Komnénosz Jánost is. A frankok három héten át tartó, példátlan terrort vezettek be, kegyetlen öldöklést rendeztek a polgári lakosság körében. Számos szigetlakótól pénzt követeltek életben maradásért cserébe, sokakat megcsonkítottak, megerőszakoltak, a fizetni nem tudókat, illetve kiszolgáltatottakat pedig leölték. Az uralkodó hadat gyűjtött és a sziget visszafoglalására készült, de erre nem került sor, mivel Rajnald elmenekült: a frankok távozásuk előtt teljesen kifosztották a szigetet, a termést felégették, a sziget vezetőit pedig túszként magukkal vitték. A következő évben Manuél jelentős hadat gyűjtött és hadjáratot indított Kilikia fel. Rajnald az Antiokheiához közeledő császári sereg erejét felmérve belátta, hogy helyzete kilátástalan. Tanácsadói javaslatára és némi diplomáciai tapogatózás után maga járult megbocsátásért esedezve a császár elé, aki arra kényszerítette, hogy szükség esetén bocsássa rendelkezésére az antiokheiai várat, bocsásson rendelkezésére katonai alakulatokat, és latin helyett állítson az antiokheiai egyház élére görög pátriárkát, valamint fizessen kártérítést. Ezt követően 1157-ben földrengés, majd 1158-ban egy újabb egyiptomi arab betörés sújtotta a szigetet. Az események jelentősen visszavetették a sziget fejlődését.
1169-ben a sziget ismét egy katonai expedíció bázisaként szolgált, amikor Manuél császár hajóhaddal támogatta Amalrik jeruzsálemi királynak az összeomlás közelébe került, egyiptomi Fátimida-dinasztia ellen indított hadjáratát. A bizánci flotta Cipruson gyülekezett és onnan indult az egyiptomi Damietta ellen, ám az elnyúló ostrom és a keresztesek bizonytalankodása miatt a hadjárat kudarcba fulladt.

#### Ciprus bizánci kormányzói
Ciprus bizánci kormányzóinak listája a rendelkezésre álló, töredékesen fennmaradt adatok alapján:
| Név                                   | Időszak                                   | Megjegyzés                                       |
| ------------------------------------- | ----------------------------------------- | ------------------------------------------------ |
| Theophilosz Erótikosz                 | 1040–1042/43                              |                                                  |
| Niképhorosz Botaneiatész              | 1065 körül                                |                                                  |
| Mikhaél ?                             | ?                                         | a 11. század folyamán                            |
| Rapszomatész                          | ?–1092                                    |                                                  |
| Eumathiosz Philokalész                | 1092–1102 k. 1110 körül – 1118            | kétszer töltötte be a posztot                    |
| Kónsztantinosz Euphorbénosz Katakalón | 1102–1108/09                              | elképzelhető, hogy kétszer töltötte be a posztot |
| Kónsztantinosz Kamitzész              | 1110 körül                                |                                                  |
| Leó Nikeritész                        | 1107–1111 között vagy 1118 után           |                                                  |
| Kónsztantinosz ?                      | ?–1136–?                                  |                                                  |
| Ióannész Komnénosz                    | ?–1155/56                                 |                                                  |
| Alexiosz Kasszianosz                  | az 1152–1176 közötti időszakban valamikor |                                                  |
| Alexiosz Dukasz Brüenniosz            | ?–1161–?                                  |                                                  |
| Andronikosz Szünadénosz               | ?                                         |                                                  |
| Mikhaél ?                             | ?                                         | a 12. század folyamán                            |
| Elpidiosz Brakhamiosz                 | ?                                         | a 12. század folyamán                            |

### Komnénosz Izsák uralkodása és Oroszlánszívű Richárd hódítása

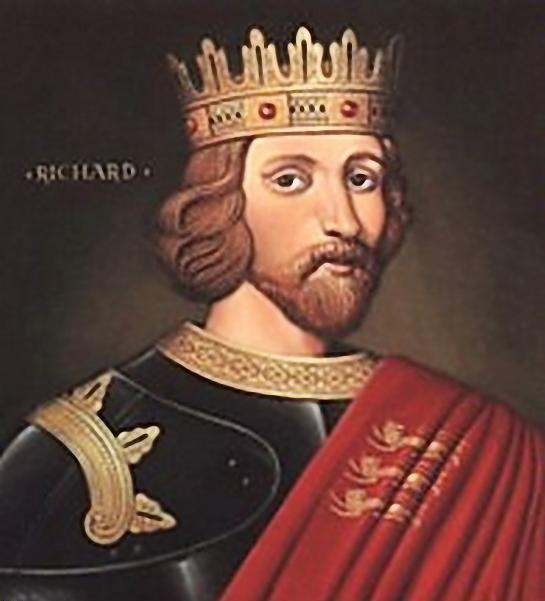
Oroszlánszívű Richárd

A 12. század során a térségben egy új hatalom, a Kilikiai Örmény Királyság erősödött meg. A Bizánci Birodalom védelmében az új hatalom ellen harcolt I. Manuél bizánci császár unokaöccse, Komnénosz Izsák is, aki egy időre az örmények fogságába is esett. Kiszabadulása után a birodalom meggyengülését kihasználva hadat gyűjtött és elfoglalta Ciprust, és a sziget uralkodójának nyilvánította magát. A II. Iszaakiosz császár megkísérelte a sziget visszafoglalását, de nem járt sikerrel.
Izsák uralmának egy váratlan eseménysor vetett véget 1191-ben. Oroszlánszívű Richárd angol király mint a harmadik keresztes hadjárat egyik vezetője, hajóhadával a Szentföldre tartott, ám azt egy vihar szétszórta. Három hajója Ciprus közelébe sodródott, és kettő hajtörést szenvedett, míg a harmadik, amelyen a király jegyese Navarrai Berengária és a király húga Johanna Szicília királynéja is tartózkodott sikeresen lehorgonyzott Limassol közelében. A sziget ura, Komnénosz Izsák, ellenségesen fogadta a nyugati hölgyeket. Egyes források szerint nem engedte őket partra lépni, mások szerint viszont egyenesen csábította őket erre. Akárhogy cselekedett is, valószínűleg a nehéz helyzetbe került, magas rangú hölgyekért kapható váltságdíj vezérelte. Richárd több hajójával egy héttel később érkezett Limassolhoz, és a történtek miatt azonnal felvonult a város elfoglalására, amit – mivel Izsák elmenekült – harc nélkül be is vett. Izsák az erőviszonyokat felmérve tárgyalást kezdeményezett, és miután garanciát kapott sértetlenségére, látogatást tett Richárd táborában. Ígéretet tett, hogy kárpótlást fizet és részt vesz a keresztes hadjáratban. A találkozó után azonban úgy ítélte meg, hogy Richárd mégsem olyan erős, mint korábban hitte, ezért ígéreteit megtagadta és azt követelte, hogy Richárd távozzon a szigetről. A következő napokban azonban Richárdhoz újabb angol és szentföldi hajók érkezetek erősítésül és a megerősödött angol király Ciprus elfoglalása mellett döntött. Richárd és Berengária Limassolban 1191. május 12-én házasságot kötött, majd az angol uralkodó Izsák nyomába eredt, aki Famagustába, majd Nicosiába menekült, családját pedig a Keríniai várba küldte. Az keresztesek a Tremithosz melletti csatában legyőzték csapatait. Izsák a Kantarai várba menekült, ám miután a támadók elfoglalták a kantarai várat, majd körbezárták Szent Hilárión és Buffaventói várait is, megadta magát. Richárd a johanniták gondjaira bízta Izsákot, akiknek fogjaként 1198-ban Szíriában hunyt el.
Richárd nem akart Cipruson hosszasan időzni, nem rendezkedett be a szigeten való hosszas uralkodásra, hiszen eredeti céljához képest az csak egy váratlan kitérőt jelentett. Erre utal az is, hogy feleségét, Berengáriát csak Anglia és nem Ciprus királynéjaként koronáztatta meg. Richárd fellépésével Cipruson véget ért a bizánci uralom.

### Ciprusi Királyság

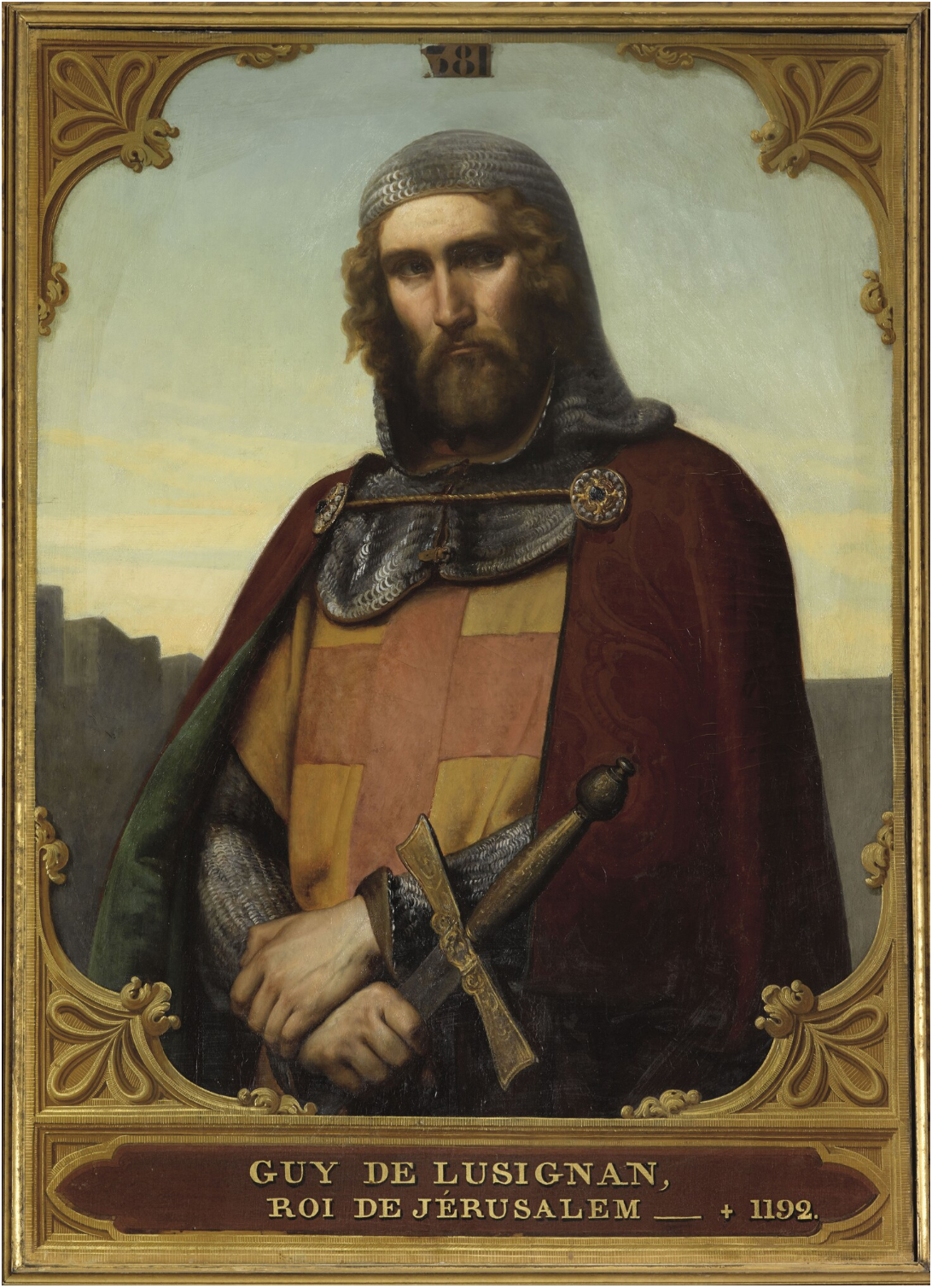
Lusignani Guidó, a Lusignan-ház megalapítója

Richárd költséges és felesleges kitérőként tekintett ciprusi jelenlétére, ami nem áll eredeti céljával, a Szentföld felszabadításával összhangban. A helyi görög lakosság hamarosan csalódott benne. A király – mielőtt tovább utazott a keresztes háborúba – a sziget élére ideiglenesen két angol főbírót, a várakba pedig latin helyőrséget állított, kiszorítva a helyieket az irányításból. Emellett minél nagyobb bevételre akart szert tenni, így a görög lakosságra magas, 50%-os vagyonadót vetett ki és megparancsolta, hogy nyugati szokás szerint borotválják le a szakállukat. A szigeten nyugtalanság támadt, uralkodása ellen rövidesen kitört egy lázadás is, amit egy Izsák rokonságához tartozó szerzetes vezetett. Ez végképp meggyőzte arról, hogy meg kell szabadulnia a szigettől. Sikerült is vevőt találnia: a templomos lovagrend 40 000 aranyat adott a szigetért, ami így fennhatósága alá került. Jelenlétük azonban rövid életűnek bizonyult, mivel ellenük is fellázadt a sziget lakossága és hamarosan arra kérték Richárdot, hogy tekintsék semmisnek az üzletet. Richárd szerencséjére a kíséretében lévő Lusignani Guidó, jeruzsálemi király hajlandó volt 100 000 aranyat fizetni a szigetért. Így a templomosok visszakapták pénzüket, Richárd megszabadult a szigettől, Guidó pedig – aki korábban a Szaladin egyiptomi szultánnal folytatott háborúban elveszítette a Jeruzsálemi Királyságot és vele trónját – ismét királynak tekinthette magát.
Ezzel Guidó lett a ciprusi Lusignan-ház megalapítója, aminek tagjai 1474-ig uralkodtak Cipruson. Ő maga ugyanakkor nem viselhette a királyi címet, azt csak 1194-es halála után trónra lépő bátyja, Amalrik kapta meg VI. Henrik német-római császártól.
A Jeruzsálemi Királyság trónjáról Guidó 1192-ben lemondott. 1268-ban III. Hugó ismét megszerezte a trónt, amin fiai János, majd Henrik követték. Noha Guidó lemondása után közel száz évvel, 1291-ben a királyságot elfoglalták a muzulmánok és Henrik végleg elveszítette azt, a Lusignan uralkodók formálisan mindvégig viselték a „Jeruzsálemi király” címet. Királyi székhelyük Nicosiában volt, ám Jeruzsálem királyává hagyományosan Famagustában koronázták őket. Újabb közel száz évvel ezután, 1393-ban I. Jakab az Örmény királyság uralkodói posztját is megörökölte az utolsó örmény király, a szintén Lusignan V. Leó halálával. Így ettől kezdve a ciprusi Lusignan királyok az „Örmény király” címet is viselték.
A frank uralkodók új közigazgatási rendszert alakítottak ki a szigeten: a nyugat-európai mintára felépülő feudalizmust, amelyben a frankok alkották a nemesi réteget, míg a sziget lakói jobbágysorba kerültek. A törvénykezés alapját az Assises de Jérusalem, a Jeruzsálemi Királyság törvényeinek vagy inkább jogi normáinak gyűjteménye adta.
A római katolikus frank nemesség igyekezett áttéríteni a sziget görög ortodox lakosságát. Ennek egyik eszköze a ciprusi ortodox egyház szervezeti átalakítása volt. A korábbi 14-15 egyházmegyét megszüntették és helyettük négyet hoztak létre. A korábbi püspököket lemondásra, vagy engedelmességre kényszerítették. Az áttérítési kísérlet során erőszakos cselekményekre is sor került. Ezek közül legismertebb talán a kantarai mártírok története: a kantarai szerzetesközösség 13 tagját 1231-ben megégették, mivel nem sikerült őket rábírni, hogy térjenek át a katolikus hitre. 1260-ban IV. Sándor pápa bullát bocsátott ki Bulla Cypria címen, hogy ezzel újjászervezze Cipruson a katolikus egyházat és megerősítse annak vezető szerepét. A bulla mind egyházi, mind gazdasági kérdésekre kiterjedt és rendelkezései szerint tilos volt új ortodox érseket választani (Ciprus utolsó érsekét Germanoszt haláláig meghagyták hivatalában), sőt a bulla az ortodox papok megválasztását is engedélyhez kötötte. Eközben a szigeten katolikus székesegyházakat, templomokat és kolostorokat építettek a királyok és a katolikus szerzetesrendek közreműködésével. Ezek közé tartozott a nicosiai Cathédrale Sainte Sophie, ami ma Selimiye mecsetként működik, a famagustai Szent Miklós katedrális, vagy az Abbaye de la Belle Paix apátság Kerínia közelében. Az erőszakos térítés a ciprusi ortodox egyház heves ellenállását váltotta ki, amiben a konstantinápolyi patriarchátus támogatására számíthatott.
A frank uralkodók ellen számos felkelésre került sor, ám ezek mindegyikét leverte a jól szervezett hadsereg. A Lusignan uralkodók átépítették, megerősítették a bizánciak által az arab betörések ellen a Kerínia-hegységben emelt erődöket. Ezek közül a legfontosabbak Szent Hilarion, Buffavento, Kantara és Kerínia vára volt. Ezeket a várakat börtönként is használták, ám a híres panorámával rendelkező Szent Hilarion például a királyi család nyári rezidenciájául is szolgált. Emellett több új erődöt is emeltek a sziget más területein.
A XIV. századtól kezdve a térségben és a szigeten új hatalmi tényezők jelentek meg. IV. Hugó idején Famagusta kikötője komolyan felértékelődött, mivel a térség többi kikötője, muzulmán kézbe került (így például Akko kikötőváros, amit az arabok foglaltak el). Számos nyugati állam kereskedői jelentek meg a szigeten, és a már jelenlévők is megerősödtek, így az 1308 óta kereskedelmi kolóniával rendelkező velenceiek, akik később komoly szerepet játszottak Ciprus történelmében, vagy a még régebben, 1208 óta kereskedelmi kolóniával rendelkező genovaiak.

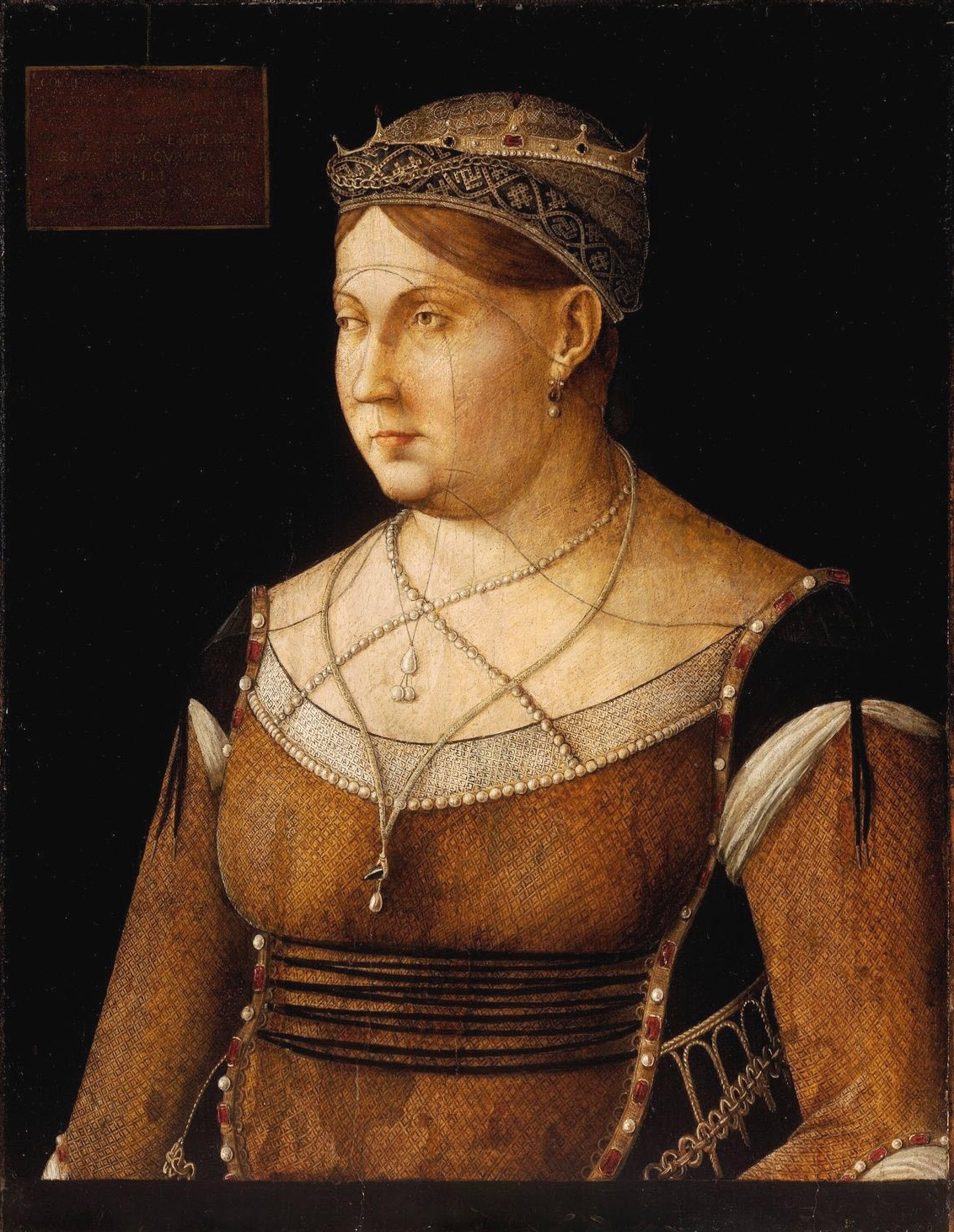
Cornaro Katalin ciprusi királynő, az utolsó Lusignan uralkodó portréja. (A festmény Budapesten, a Szépművészeti Múzeumban látható.)

Ugyanekkor a térségben egyre komolyabb hatalmi tényezővé váltak a törökök is, akik később az Oszmán Birodalom keretei között szintén évszázadokra meghatározták a sziget történetét. I. Péter ciprusi király hamar felismerte a fenyegetést és európai szintű szövetséget igyekezett toborozni a törökök ellen: beutazta az európai királyi udvarokat, eljutott Velencébe, Genovába, Párizsba, Londonba és Krakkóba is, ahol I. Lajos magyar királlyal is tárgyalt. Nem sikerült összefogást életre hívnia, így egymaga kezdett a muzulmánok elleni háborúba Kis-Ázsiában és Egyiptomban. Noha sikerült részeredményeket elérnie (több erődöt elfoglalt és 1365-ben időlegesen megszállta Alexandriát is) nem tudott átfogó győzelmet aratni. Uralkodása idején a ciprusi belpolitikát komoly viszálykodás és ármánykodás jellemezte, és a király 1369-ben merénylet áldozata lett. Halálával a dinasztia hanyatlásnak indult: miközben a központi királyi hatalom meggyengült, a genovaiak és velenceiek egyre nyíltabban vetélkedtek egymással a sziget erőforrásaiért. Ez 1372-ben nyílt háborúhoz vezetett: a „kövér Péter” névvel is illetett II. Péter koronázása során Famagustában viszály, majd utcai harc tört ki, aminek nyomán Genova hajóhadat küldött és megszállta a várost. A fontos kereskedelmi központ kikerült a ciprusi király fennhatósága alól, helyét a királyságon belül Lárnaka vette át.
A királyi hatalom meggyengülését mutatja az is, hogy az Egyiptomból támadó Mamlúk Birodalom 1426-ban hatalmas vereséget mért a Ciprusi Királyságra. Maga Janus király is egyiptomi fogságba került és csak a mameluk szultán hűbérúrként való elismerése, váltságdíj és éves adó megfizetése fejében térhetett haza. Ez a hűbéri viszony a Lusignan uralom hátralévő körülbelül 70 évére meg is maradt.
A következő két uralkodó – II. János majd lánya Sarolta királynő – időszakát (1432-1461) a sziget görög ortodox gyökereihez való visszatérés jellemezte. Saroltát 1461-ben egyiptomi segítséggel megbuktatta bátyja, Jakab és ezzel kezdetét vette a Lusignan uralom összeomlása. Jakab szembefordult a genovaiakkal (visszaszerezve Famagustát) és támogatójával az egyiptomi szultánnal is. A velenceiekre támaszkodott, ami nem bizonyult helyes döntésnek: a királyt megmérgezték. Utódja Cornaro Katalintól született elsőszülött fia lett, III. Jakab néven, de még első születésnapja előtt pár nappal meghalt, így a király özvegye, Cornaro Katalin került a trónra. Uralma azonban már csak névleges volt: a velenceiek bábjaként uralkodott addig, amíg Sarolta – a II. Jakab által megbuktatott törvényes uralkodó – meg nem halt. Ezt követően a velenceieknek már nem volt szükségük rá és 1489. február 14-én lemondatták. Jogait a Velencei Köztársaságra ruházta: ezzel véget ért a Luignan-dinasztia uralma Cipruson és vele megszűnt a Ciprusi Királyság is. A sziget Velence közvetlen irányítása alá került.

## Újkor

### Velencei uralom

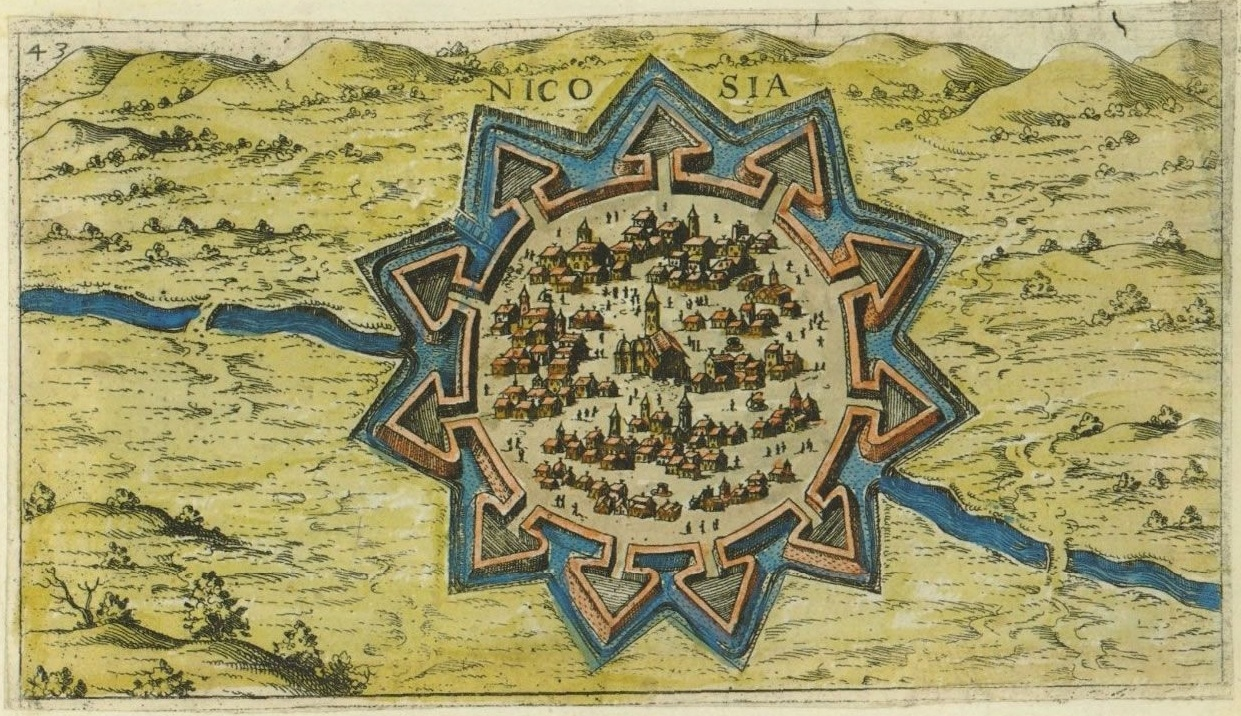
Nicosia térképe a velencei városfallal és a bástyákkal 1597-ből. (Giacomo Franco munkája)

A Velencei Köztársaságot egyetlen központi cél vezérelte Cipruson: a sziget felhasználásával megvédeni a velencei érdekeket a Földközi-tenger keleti felében, főként a törökökkel és a Mamlúk Birodalommal szemben. A katonai célok felülírtak minden egyebet, így a nyolcvanéves velencei uralom szociális, kulturális, gazdasági szempontból nem tartozik a sziget legboldogabb korszakai közé. A sziget fejlesztésére, jólétére a velenceiek nem fordítottak különösebb gondot.
Ciprus továbbra is adót fizetett az egyiptomi Mamlúk Birodalom szultánjának, amíg azt 1517-ben be nem kebelezte a másik nagy térségbeli ellenfél, az Oszmán Birodalom. A török terjeszkedés hatására ekkortól már a velenceiek is nagyobb figyelmet fordítottak a sziget védelmi rendszerére. Megállapították, hogy Ciprus akkor védhető sikeresen, ha a meglévő védműveket fejlesztik, újakat hoznak létre és több katonát állomásoztatnak a szigeten. Főként Limassol megerősítése tűnt szükségesnek, illetve Nicosia várfalának lerövidítése, totális átépítése. 1567-ben került sor a korábbi nicosiai városfal lerombolása és a ma is látható, 11 bástyával megerősített csillag alakú erődítmény felépítésére, ami a kor haditechnikai követelményeinek jobban megfelelt, jobban védhető volt.
Nem sokkal a nicosiai erődítési munkálatok után a várt oszmán támadás be is következett: II. Szelim szultán 1570 nyarán indította meg a támadást, aminek vezetését hadvezérére Lala Musztafa pasára bízott. A sziget két legjobban megerősített városánál bontakozott ki komolyabb ellenállás: Nicosia négy hónapos ostrom után 1570. szeptember 9-én, Famagusta pedig 11 hónapos ostrom után a következő évben került megszállás alá. A sziget többi részét a törökök viszonylag akadálytalanul foglalták el. A két ostrom mindkét oldalon hatalmas véráldozatokkal járt és hatalmas vérfürdő követte őket. A Famagustát kitartóan védő csapatoknak és vezetőjüknek Marcantonio Bragadinnak Lala Musztafa szabad elvonulást ígért a város feladásáért cserébe, ám a magukat megadó védőket lemészárolták, Bragadint pedig hetekig brutálisan kínozták majd élve megnyúzták. 1571-re a sziget az Oszmán Birodalom ellenőrzése alá került és ezzel kezdetét vette a 300 éves oszmán uralom.

### Oszmán uralom

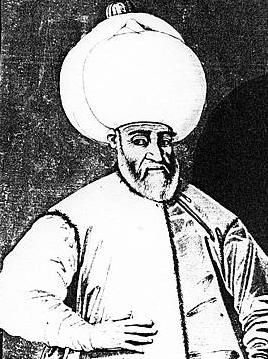
Lala Musztafa pasa nagyvezír, Ciprus első török kormányzója

Az oszmán fennhatóság jelentős változást hozott a sziget életében: noha a nagyobb keresztény templomokat mecsetté alakították, 300 év után a ciprusi ortodox egyház ismét a sziget vezető egyháza lett, a katolikus egyház pedig elvesztette funkcióit. A törököknek több oka is volt arra, hogy az ortodox egyház működését támogassák. Egyrészt az 1571-es – számukra katasztrofálisan végződött – lepantói csata után nem akartak a keresztesek számára ürügyet szolgáltatni a sziget megtámadására. Másrészt a birodalom egyéb – nem-muzulmánok lakta – területein is hatékonynak bizonyult, ha a helyi vezető elitre bízták a közigazgatás egyes feladatait. Így a ciprusi érsek visszatérhetett Szóliból nicosiai hivatalába és a püspökök is újra elfoglalhatták székvárosaikat, ahonnan korábban vidékre száműzték őket a velenceiek. 1660-tól a törökök a sziget politikai vezetőjének is elismerték az érseket, amit 1754-ben írásos engedélyben (firmanban) is megerősítettek.
A törökök teljesen új közigazgatást vezettek be a szigeten. Az Oszmán Birodalom nagyvezíre Ciprus élére egy pasát nevezett ki, aki Nicosiából intézte a sziget ügyeit. Az ügyek irányításában két adminisztrátor is részt vett: egyikük székhelye Páfoszban, másikuké Famagustában volt. A szigetet 17 adminisztratív egységre osztották, amelyek közül Nicosia a pasa közvetlen irányítása alatt állt.

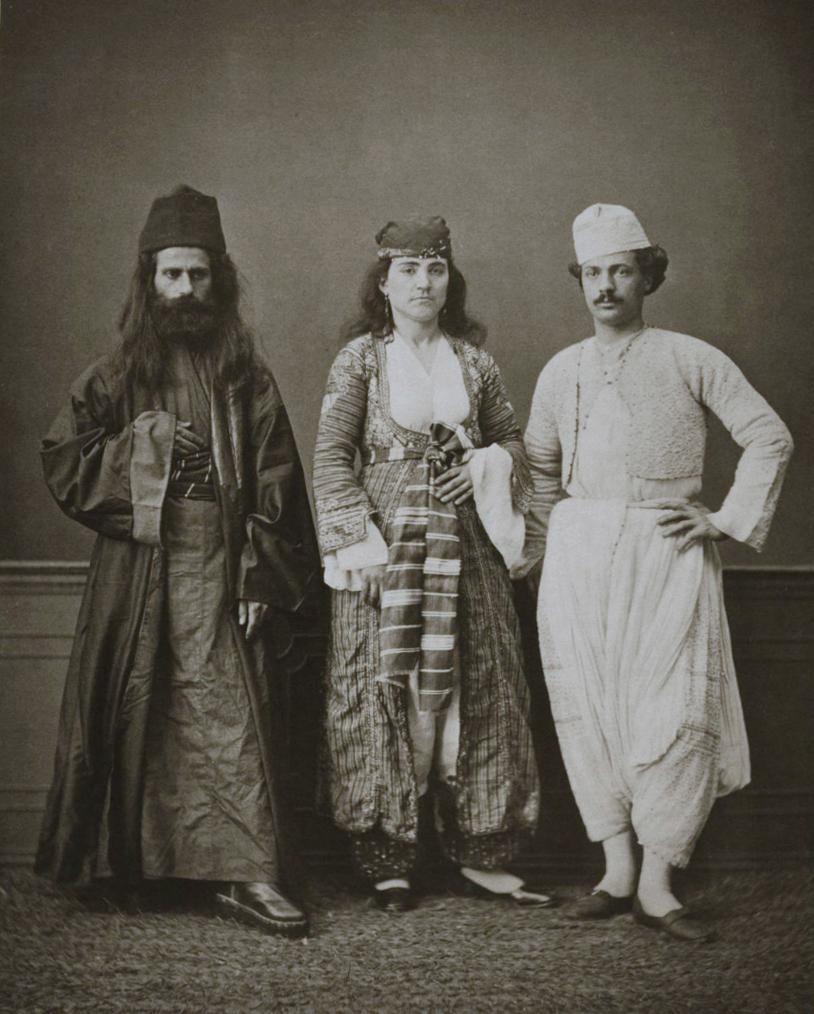
Tradicionális ciprusi viseletek 1873-ból (balról jobbra): görög szerzetes, keresztény nő és egy famagustai keresztény férfi.

A 19 század elején közigazgatási reformra került sor. A páfoszi és famagusztai adminisztratív központokat megszüntették, a közigazgatási egységek számát 17-ről hatra csökkentették és a települések élére tanácsokat állítottak. Az eredeti elképzelés szerint ezeket a tanácsokat választották volna, ám erre sosem került sor: a tanácsok tagjait kinevezték a település vénei, fontosabb személyei közül.
A szigeten a török fennhatóság idején mindvégig fennmaradt a görög többség. A hódítás utáni években volt olyan terv, ami nagyszámú török betelepítését irányozta elő, de erre nem került sor. Noha a hódítás után Lala Musztafa számos janicsárja letelepedett, olyan mértékű beáramlásra nem került sor, ami megváltoztatta volna az etnikai arányokat. A sziget meghódítását követő összeírás 150 000 görög lakost talált a szigeten. Három évszázaddal később, az 1881-ben tartott az első brit népszámlálás 186 000 görög és 46 000 török lakosról számolt be.
Az igazságtalan és rossz közigazgatás ellen számos felkelésre sor került az évszázadok során. Mivel a nem megfelelő körülmények egyaránt sújtották a görög és török lakosságot, a felkelések gyakran felülírták az etnikai különbségeket: törökök és görögök – vezetőként és résztvevőként is – egyaránt megtalálhatóak voltak a felkelők között. Az első ilyen felkelésre 1680-ban került sor Agha Mehmed Oglu vezetésével, akit a felkelés leverése után kivégeztek. A következő nagyobb, görögök és törökök által is támogatott felkelés 1765-1766 folyamán zajlott és maga Kerínia kormányzója Khalil Agha vezette, de ez is elbukott. A sziget népességének helyzetét számos természeti csapás (járványok, szárazság, földrengések) is nehezítette, így például a 18. században bekövetkezett számos földrengés, ami éhínséghez és a népességszám csökkenéséhez vezetett. Mindezek hozzájárultak a szigetlakók elégedetlenségéhez és a lázongásokhoz is.
A nacionalista mozgalmak európai megerősödésével az oszmán hatóságok és Ciprus görög népessége között is növekedni kezdett a feszültség. A 18. századtól kezdődően a törökök dragománokat, nyelveket beszélő, művelt diplomatákat és fordítókat neveztek ki, akiknek feladata az Ottomán Birodalom és más hatalmak, illetve a birodalom és nem muzulmán alattvalói közötti közvetítés volt. Az egyik legnagyobb hatású dragomán Cipruson Hadjigeorgakis Kornesios volt, aki 1779 és 1809 között töltötte be a tisztséget. Kornesios és a vele egy időben, 1767 és 1810 között hivatalban lévő Hriszantosz érsek nagy figyelmet fordított a sziget kulturális fejlődésére: iskolákat alapítottak templomokat építtetett. A dragománt azonban lefejezték, amikor 1809. március 31-én Konstantinápolyba utazott, hogy a török hatóságokkal egyeztessen, az érseket pedig száműzték a következő évben. A következő érsek Kiprianosz folytatta az oktatás fejlesztését, nevéhez több iskola megalapítása fűződik. Kiprianosz azonban más tevékenységet is folytatott: aktívan támogatta a Görögországban megszülető Filiki Eteria mozgalmat, ami a görög függetlenségért harcolt és amely jelentős szerepet játszott a görög szabadságharc 1821 márciusi kirobbanásában. Amikor tevékenységéről tudomást szereztek a török hatóságok, 1821. július 9-én sok más egyházi személlyel együtt Kiprianosz érseket kivégezték.
Az egyre erősödő görög nacionalizmusnak újabb tápot adott a görög szabadságharc győzelme és a független Görögország 1830-as megszületése. Megjelent a Ciprus és Görögország egyesülésére irányuló enózisz mozgalom, amely a továbbiakban komoly befolyást gyakorolt Ciprus történelmére. Ugyanakkor a 19. század közepén a térségben a nemzetközi erőviszonyok is jelentősen átalakultak. A Szuezi-csatorna 1869-es megnyitása után a Brit Birodalom igyekezett drasztikusan megerősíteni pozícióit a régióban. A csatorna miatt Ciprus stratégiailag értékessé vált. Az Oszmán Birodalom ugyanakkor háborúba keveredett az Orosz Birodalommal, miután II. Sándor orosz cár 1877 januárjában hadat üzent a törököknek. Az orosz támadást a törökök nem tudták feltartóztatni, és a cári csapatok Konstantinápolyig nyomultak előre. Ezért a Brit Birodalom és az Oszmán Birodalom 1878. június 4-én megkötötte a titkos Ciprus megállapodást: az angolok támogatásukról biztosították a törököket az oroszok ellen és a háborút követő béketárgyalásokon, cserébe megkapták Ciprus szigetét. Az angol flotta megjelenése az utolsó pillanatban megakadályozta Isztambul bevételét, ami Ciprus szempontjából a 307 éves oszmán időszak végét jelentette: a sziget a Brit Birodalom fennhatósága alá került.

## Modern kor

### Brit fennhatóság
A brit-török megállapodás értelmében Ciprus formálisan 1878 után is Törökország tulajdona maradt, amit a britek évi 92 000 fontért béreltek – igaz a kölcsönt nem közvetlenül Törökország kapta, hanem angol és francia hitelezői, az 1855-ben a Krími háború finanszírozására felvett hitel után.
1882-ben a britek Törvényhozó Tanácsot (Legislative Council) állítottak fel, amelyben a görög és török ciprióták képviselői mellett brit tagok és a sziget brit Főbiztosa (High Commissioner) kapott helyet. A görögök folyamatosan napirenden igyekeztek tartani az enozisz ügyét: a Tanács minden ülésén felszólaltak a sziget Görögországhoz csatolását kérve és a következő évtizedben többször is igen közel kerültek céljuk eléréséhez, de az sosem valósult meg.
1913-ban felmerült az enozisz lehetősége, amikor a britek a görög Kefalónia szigeten található Argosztóli kikötőéért cserébe átadták volna a görögöknek a szigetet, de a megállapodás nem jött létre.
A balkán háborúban számos ciprusi önkéntes harcolt a törökök ellen a görögök oldalán. Egy évvel később kitört az első világháború, amiben Törökország és a Brit birodalom ellentétes oldalra került, viszont Görögország eleinte nem vett részt. Ekkor merült fel ismét az enozisz esélye: 1915-ben a britek átengedték volna a szigetet, ha a görögök hadba lépnek Törökország ellen. Görögország azonban elutasította az ajánlatot. (1917-ben végül Görögország belépett a háborúba.) Ciprus így ismét nem egyesülhetett Görögországgal, ugyanakkor a Brit Birodalom annektálta a szigetet, megfosztva attól az ellenséges Törökországot. A háború után a Törvényhozó Tanács görög ciprióta tagjai Londonba utaztak, hogy az enoziszért folyamodjanak. Lloyd George brit miniszterelnök ígéretet tett az egyesítés megvalósítására, de ez ismét nem vált valóra.

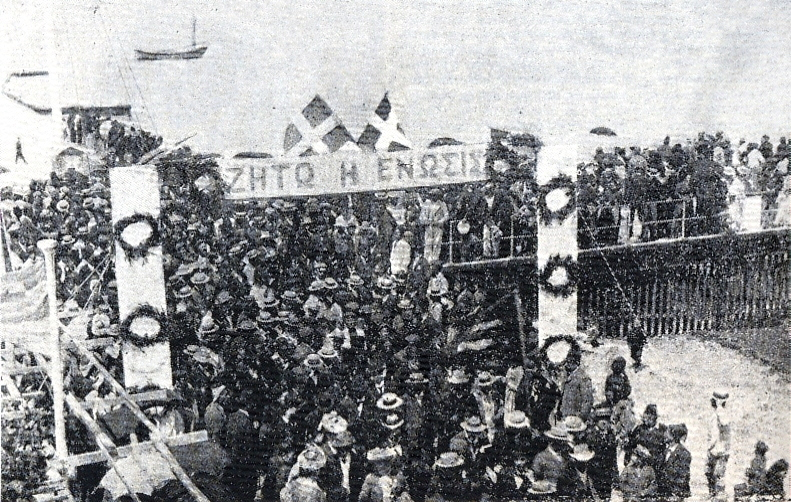
Ciprusi demonstráció az enozisz mellett az 1930-as években.

Az első világháborút követően az antanthatalmak az Oszmán Birodalom felosztásába kezdtek, ami ellen kibontakozott a sikeres török függetlenségi háború. A törökök kiharcolták a békeszerződés módosítását. Az új megállapodásban – a Lausanne-i békeszerződésben – Törökország más területekért cserébe végleg lemondott Ciprusról. 1925-ben a britek koronagyarmatukká nyilvánították a szigetet és ettől kezdve a sziget élén egy kormányzó (governor) állt.
A görög nacionalizmus végül 1933-ra felkelésig fokozódott, amelynek élén Kítion és Kerínia püspökei álltak. A felkelést a britek hamar elfojtották és a két püspök száműzetésbe került. Kirill érsek 1933-ban bekövetkezett halála után a britek nem engedélyezték új érsek megválasztását és számos intézkedést vezettek be amelyeknek célja a sziget „dehellenizálása” volt: az iskolák működését korlátozták és kontroll alá vonták, az ügyvédi tevékenységet pedig brit végzettséghez kötötték. A második világháború aztán a feszültségek csökkenését hozta, mivel a görögök és a britek ismét egy oldalon harcoltak. A háború után a britek a korlátozó intézkedéseket fel is oldották és a száműzöttek hazatérhettek.
A háborút követő időszakban a sziget görög lakossága folyamatosan ostromolta Londont, az enoziszra vonatkozó követelésével, de nem értek célt. 1950 januárjában a ciprusi ortodox egyház szervezésében még nem hivatalos népszavazást is tartottak, amelyen a görög ciprióták 95,71%-a a Görögországgal való egyesülésre szavazott. 1954-ben és 1955-ben a görög kormány az ENSZ elé terjesztette a kérdést, de nem sikerült többségi támogatást szereznie. A diplomáciai erőfeszítések mellett egyre gyakoribbak lettek a brit ellenes, enozisz-párti tüntetések, majd a britek 1954-ben ismét törvényi szigorításokat vezettek be.
A feszültség új szintet ért el, amikor 1955-ben Georgiasz Grivasz nyugalmazott tábornok vezetésével megalakult az EOKA nevű, görög ciprióta nacionalistákból álló ellenállási szervezet. Az EOKA hamar népszerű lett és a ciprusi ortodox egyház támogatását is élvezte. A britek jogi és rendőrségi eszközökkel igyekeztek letörni az egyre jobban megerősödő fegyveres szervezetet. III. Makáriosz érsek tárgyalásokat kezdett Ciprus brit kormányzójával, Sir John Hardinggal, de azok kudarcba fulladtak és 1956. március 9-én Makárioszt számos egyházi vezetővel együtt a Seychelle-szigetekre száműzték. Az EOKA számos támadást hajtott végre a brit adminisztráció és közintézmények ellen – még a sziget kormányzóját is megpróbálta megölni. Az EOKA 1959-ig harcolt a brit gyarmati függőség ellen. A britek kísérletet tettek egy kompromisszumos megállapodás létrehozására, de az álláspontok különbözősége miatt – a török ciprióták a sziget területi felosztását akarták – ez sikertelennek bizonyult.

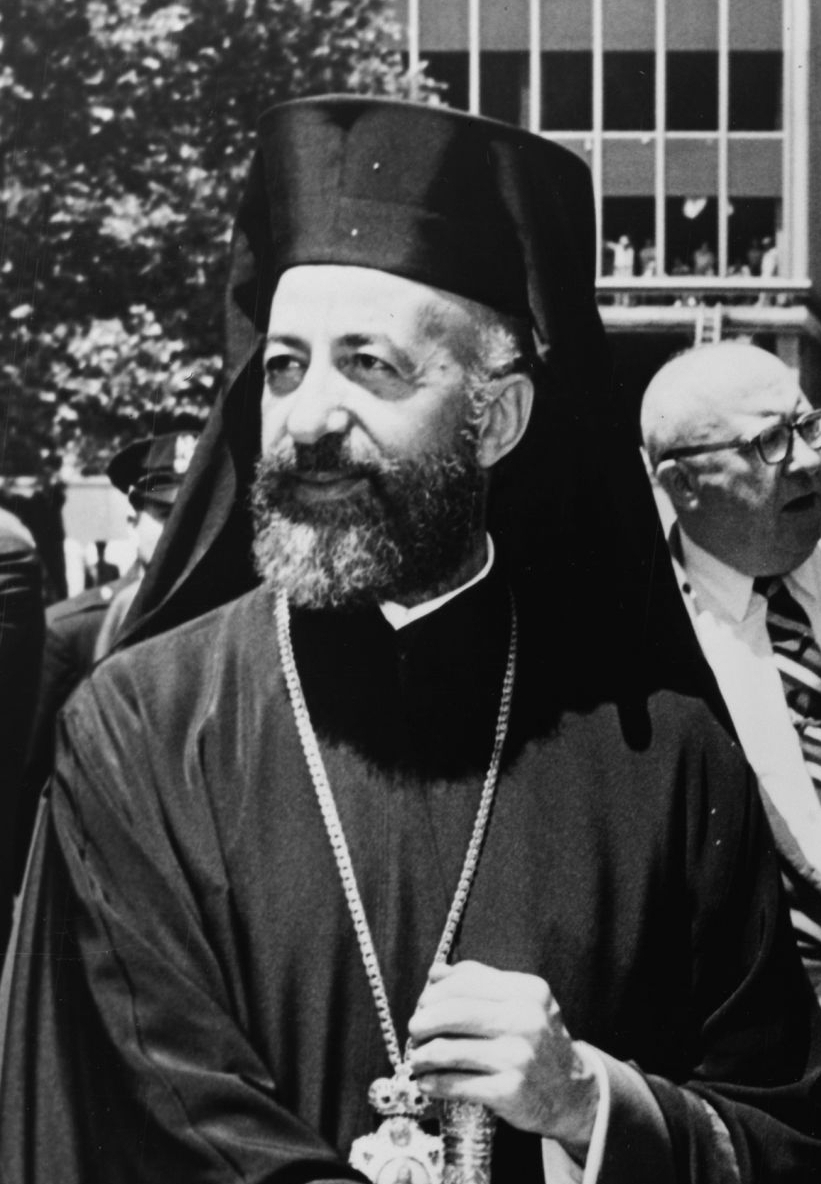
III. Makáriosz, Ciprus érseke és a Ciprusi Köztársaság első elnöke

A tárgyalások a következő évben eredményesebbnek bizonyultak: Dighenisz megegyezett a britekkel, hogy az EOKA felfüggeszti fegyveres akcióit, cserébe a britek ismét lazítottak a szigetet szigorú jogszabályokon és Makáriosz elhagyhatta Nagy Britanniát, noha Ciprusra nem térhetett vissza – 1957 áprilisába Athénba utazott. A britek ugyanakkor továbbra is visszautasították, hogy az érseket a görög ciprióták képviselőjeként elfogadják és ez újabb erőszakhullámhoz vezetett. A britek ekkor egy új javaslattal, a MacMillan tervvel álltak elő az ENSZ-ben: eszerint a ciprusi kérdés rendezését hét évre felfüggesztették volna és ez alatt az időszak alatt Görögország és Törökország részt vett volna a sziget igazgatásában. A terv a görögök ellenállásán elbukott.
A következő évben azonban megszületett a megállapodás, ami elvezetett a független Ciprus megszületéséhez. 1959 elején Görögország és Törökország között közvetlen tárgyalások kezdődtek a sziget helyzetéről Zürichben és február 11-én sikerült egy olyan megállapodást kötniük, ami a britek számára is elfogadható volt. Ez alapján 1959. február 19-én Londonban, Nagy-Britannia, Görögország és Törökország miniszterelnökei, valamint Makáriosz érsek mint a török ciprióták és Fazıl Küçük mint a török ciprióták képviselője, egyezményben nyilatkoztak Ciprus függetlenségéről és az új állam berendezkedésének szabályairól.
A sziget függetlenségét 1960. augusztus 16-án nyilvánították ki és ezzel megszületett a Ciprusi Köztársaság. Még ezen a napon Garancia egyezmény (Treaty of Guarantee) néven megállapodás született az új állam, illetve Görögország, Törökország és az Egyesült Királyság között Nicosiában. Ez felhatalmazta Görögországot és Törökországot is hogy meghatározott számú katonát állomásoztasson a szigeten, míg a britek megtarthatták Akrotíri és Dekélia nevű katonai támaszpontjaikat. A szerződés felhatalmazta a három hatalmat, hogy együtt, vagy külön-külön fellépjenek Ciprus új alkotmányos rendjének védelmében.
Az egyezmények értelmében a görög ciprióták lemondtak a sziget Görögországgal való egyesítésének tervéről az enóziszról, a török ciprióták pedig a sziget kettéosztásának tervéről. A új állam lakosságát két, etnikai alapon megállapított közösségre osztották: a görögöknek 70%-os, a törököknek 30%-os arányt biztosítottak a politikai hatalomban és a köztestületekben. A két közösség egymástól függetlenül választotta meg az ország tisztségviselőit: a görög ciprióták adták az ország elnökét, míg a török ciprióták az alelnököt. Mindkettőjüknek vétó joga volt a törvényeket illetően. A tízfős minisztertanácsba három főt delegált a török alelnök. A képviselőház – amelynek tagjait szintén egymástól függetlenül választotta a két közösség – nem változtathatott az ország alkotmányán csak akkor, ha azt mind a görög ciprióta, mind a török ciprióta képviselők kétharmada támogatta.
A Ciprusi Köztársaságot az ENSZ szeptember 20-án vette fel tagjai közé.

Brit Ciprus koronagyarmat zászlója 1922 és 1960 között.
A brit gyarmati hatóságok által 1905 és 1960 között használt ciprusi felségjelzés.
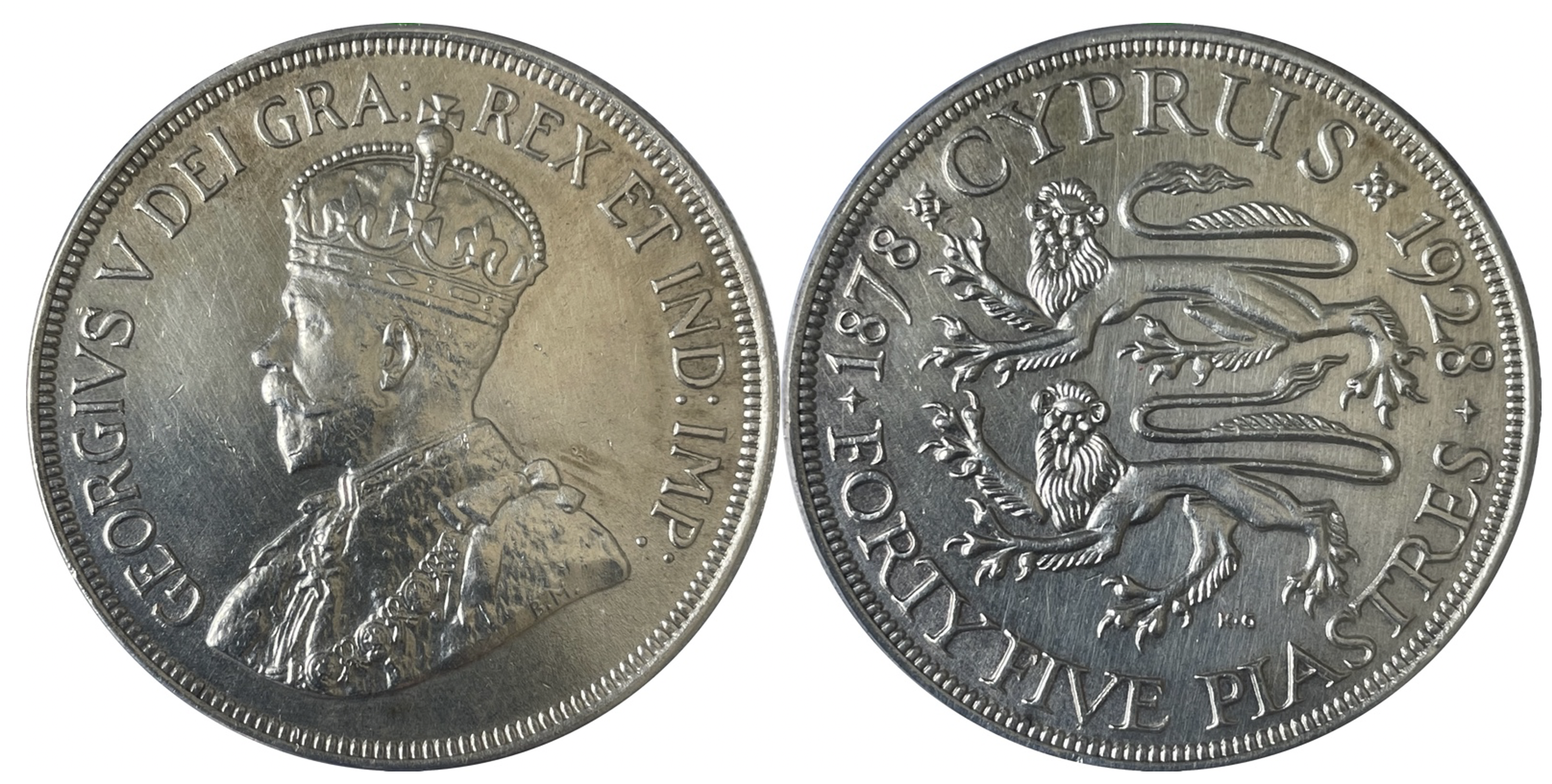
Brit ciprusi 45 piaszteres (1/4 font sterling) ezüst érme V. György király portréjával. Átmérő: 38,61 mm, súlya: 28.276 gramm.
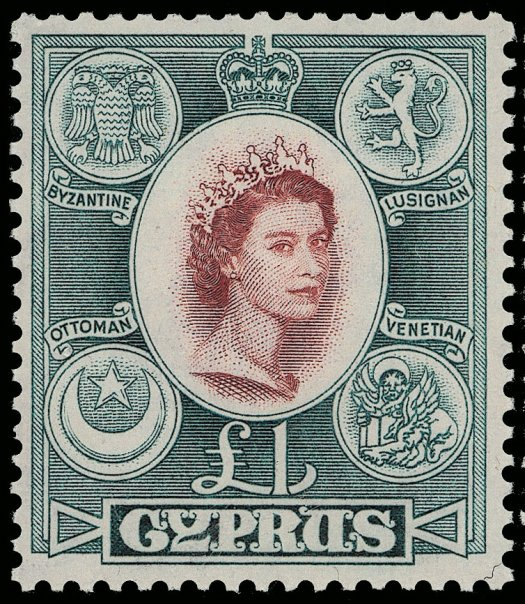
Brit ciprusi 1 fontos postabélyeg II. Erzsébet királynő portréjával.
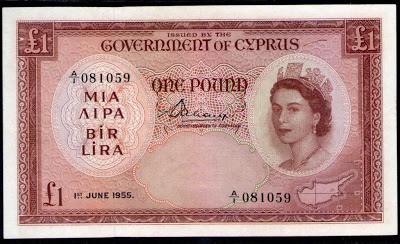
Brit ciprusi, 1955-ös kibocsátású 1 fontos papírpénz II. Erzsébet királynő portréjával.

### Ciprusi Köztársaság
Az első elnök III. Makáriosz érsek, az alelnök Fazıl Küçük lett. A görög ciprióták körében folyamatos elégedetlenséget váltott ki, hogy a török kisebbség számarányát meghaladó jogokhoz jutott az új államban. A török ciprióta alelnök vétójoggal rendelkezett, amit gyakran használt is, megbénítva ezzel a köztársaság működését. Ezért Makáriosz 1963-ban alkotmánymódosítási tervvel állt elő, amely egyebek mellett az alelnök jogkörét is érintette volna. A török ciprióták és Törökország elutasították a tervet. A szigeten számos áldozatot követelő zavargások törtek ki 1963 decemberében, és a két közösség fizikailag elszeparálódott egymástól. A sziget görög és török etnikuma között állandósultak a feszültségek és összetűzések, ezért a kérdés az ENSZ Biztonsági Tanácsa elé került, ami 1964. évi 186-os határozatában békefenntartók telepítését rendelte el a szigeten (United Nations Peacekeeping Force In Cyprus, UNFICYP).-
 Ez azonban nem akadályozta meg az erőszakot: 1964-ben és 1967-ben is összecsapásokra került sor a sziget különböző pontjain. A nemzetközi egyeztetések a sziget sorsáról folyamatosan zajlottak, ám éveken keresztül nem sikerült mindenki számára elfogadható megoldást találni.
1967-ben Görögországban a hadsereg államcsínyt hajtott végre. Grívasz tábornok 1971 őszén titokban visszatért a szigetre és létrehozta az EOKA B nevű szervezetet, aminek célja az enozisz kivívása lett volna. A ciprusi kormányt aggasztotta az EOKA B által elindított terrorhadjárat és a szervezet számos tagja börtönbe került. A Grívasszal szövetséges három püspök – Páfosz, Kition és Kerínia püspöke – 1973-ban felszólította Makárioszt, hogy mondjon le az elnöki posztról, mivel az összeférhetetlen az érseki tisztséggel. Makáriosz elutasította a követelést, amire válaszul a három püspök kinyilvánította, hogy nem tekintik érseknek többé. Makáriosz püspöki szinódust hívott össze, ami neki adott igazat és a három püspököt elmozdították pozíciójából. Grívasz 1974 januárjában meghalt, de az EOKA B működött tovább.
1973-ban Görögországban újabb katonai puccsot hajtottak végre. 1974. július 15-én a görögországi katonai junta által támogatott ciprusi görög katonatisztek csoportja, a Nemzeti Gárda tagjai, államcsínyt kíséreltek meg az érsek-elnök Makariosz ellen, aki életét mentve, brit segítséggel elmenekült a szigetről. A puccs – fedőnevén Elnök hadművelet vagy Aphrodité hadművelet – célja az enozisz, azaz Ciprusnak Görögországgal való egyesítse volt. A görög katonai diktatúra ezzel akarta elterelni a görög gazdaság súlyos helyzetéről a figyelmet. Níkosz Szampszónt kiáltották ki új elnökül. Július 19-én az eltávolított Makáriosz nyilatkozatot adott ki, amelyben leszögezte: „A görög junta puccsa egy invázió, melynek következményeitől Ciprus egész lakossága szenved, görögök és törökök egyaránt.”[forrás?].
Másnap, július 20-án az 1960-as háromhatalmi egyezményre és a török etnikum védelmére hivatkozva Törökország, Bülent Ecevit miniszterelnök utasításaira, megkezdte az Attila hadműveletet. Törökország 40 000 fős inváziós csapatot tett partra a sziget északi részén és megkezdte annak teljes megszállását. Két nap múlva a török csapatok biztosított folyosót nyitottak- az északi parttól Nicosiáig. Szampszont félreállították és Makáriosz visszatérhetett hivatalába. Július 23-án a görögországi junta is megbukott.

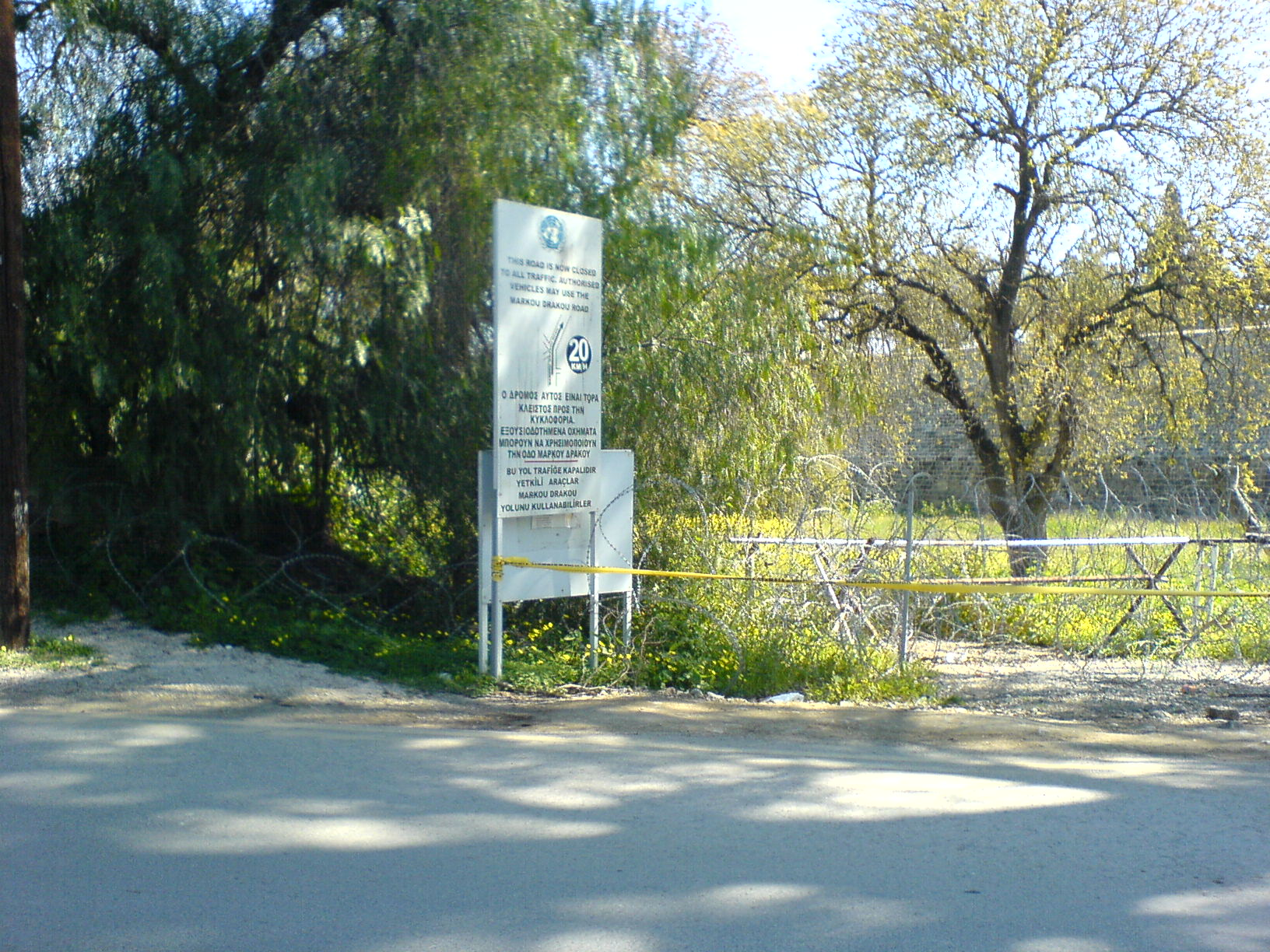
A Zöld Vonal Nicosiában

Eközben Cipruson 200 000 főnyi[forrás?] görög lakosság indult meg a görög fennhatóságú déli területek felé. Augusztus 14-én a Genfben zajló béketárgyalások eredménytelenül félbeszakadtak, majd Görögország – Franciaország 1966. március 10-ei hasonló döntését követve – kivonta csapatait a NATO integrált katonai erőiből. A török csapatok ezt követően folytatták az előrenyomulást, két nap múlva már a sziget területének 37%-át (északi harmadát) birtokolták. A délen lakó török ciprióták többségét (több mint 60 000) az északi területekre telepítették a ciprusi kormány és az ENSZ beleegyezésével[forrás?]. A fővárost, Nicosiát szintén kettéosztották a két felet elválasztó és ENSZ csapatok által ellenőrzött Zöld vonal mentén, ami de facto országhatárrá alakult. A főváros nemzetközi repülőtere ENSZ fennhatóság alá került, légiforgalma megbénult. Az északi területeken 1975-ben a ciprusi törökök egyoldalúan, Rauf Denktaş elnökletével önálló közigazgatást alakítottak ki „Észak-Ciprusi Szövetségi Állam” néven. Az ENSZ-csapatok az elválasztó határvonal középső részét azóta is ellenőrzésük alatt tartják.
Az északi területek függetlenségét 1983. november 13-án Denktaş egyoldalúan kikiáltotta, amit november 15-én Törökország elismert „Észak-Ciprusi Török Köztársaság” néven és diplomáciai kapcsolatot létesített vele, míg a Ciprusi Köztársaságot nem ismeri el és Dél-ciprusi görög ciprióták közigazgatása néven nevezi. Ezzel a lépéssel Törökország ismételten megszegett több ENSZ-határozatot. Az északi „államot” nem ismerte el más ország, az ENSZ-tagállamok bojkottálják az ENSZ Alapokmány 2. cikkének 5. bekezdése alapján.
2003. április 30-án a határvonal több szakaszát megnyitották, amit azóta is több ezer görög és török ciprusi lépett át. Ciprus 2004. évi Európai Unióhoz való csatlakozása előtt Kofi Annan ENSZ-főtitkár vezetésével április 24-én Annan-terv néven rendezési terv született a sziget újraegyesítésére. A terv lehetőséget adott volna az 1974-es török megszállás során bevándorolt illetve ezek leszármazottjaként Cipruson élő törökök jelentős részének, hogy a szigeten maradjon. Ez heves tiltakozást váltott ki a déli, nem megszállt területen élők görög cipriótákból. A népszavazáson a ciprusi törökök az egyesítés mellett, a ciprusi görögök többsége az egyesítés ellen szavazott, így a terv meghiúsult.
2004. május 1-jén a Ciprusi Köztársaság megosztott államként lett az Európai Unió (EU) tagja. Az északi, megszállt területek EU-tagsága a helyzet rendezéséig felfüggesztésre került.
Ciprus 2008. január 1-jén csatlakozott az eurózónához, és bevezették az eurót. Februárban a kettéosztott Nicosia két vezetője (Eleni Mavrou, a görög városrész polgármestere és Cemal Metin Bulutoğluları, a török fél (Lefkoşa) polgármestere – megnyitotta a város 1974 óta átjárhatatlan főutcáját a Ledra utcát. A két fél polgármestere között rendszeres egyeztetés kezdődött.
2011-től kezdve a gazdasági világválság, különösen pedig Görögország adósságválsága fokozottan sújtotta a Ciprusi Köztársaságot, mivel Ciprus aránytalanul nagy bankszektora jelentős mennyiségű görög államkötvényt birtokolt. Az európai gazdasági válság hatására visszaesett az állam másik bevételi forrása, a turizmus is. A válságba került szigetnek előbb Oroszország, majd az Európai Unió nyújtott kölcsönt. Az államcsőd további elkerülése érdekében adott segítségért cserébe az EU kemény megszorításokat és az offshore jellegű pénzügyi rendszer átalakítását követelte. Tovább súlyosbította a helyzetet, hogy 2011. július 11-én az Evangeliosz Florakisz Haditengerészeti Támaszponton felrobbant egy hajrakománnyi, gondatlanul őrzött hadianyag, ami 13 halálos áldozat mellett öt kilométeres körben mindent elpusztított. A robbanás megsemmisítette a modern Vasziliszkosz hőerőművet, ami addig az ország elektromos áramtermelésének 30%-át adta. Azóta a sziget áramellátása nehézségekbe ütközik, az áram ára itt a legmagasabbak az EU-n belül.
2017-ben újabb tárgyalásokat tartottak a sziget újraegyesítése érdekében. A török ciprióta fél fenntartotta álláspontját, mely szerint a török katonáknak a szigeten kell maradniuk. A görög ciprióta fél ezt határozottan elutasította.